# Liste der Baudenkmäler in Donauwörth
Auf dieser Seite sind die Baudenkmäler in der schwäbischen Großen Kreisstadt Donauwörth zusammengestellt. Diese Tabelle ist eine Teilliste der Liste der Baudenkmäler in Bayern. Grundlage ist die Bayerische Denkmalliste, die auf Basis des Bayerischen Denkmalschutzgesetzes vom 1. Oktober 1973 erstmals erstellt wurde und seither durch das Bayerische Landesamt für Denkmalpflege geführt wird. Die folgenden Angaben ersetzen nicht die rechtsverbindliche Auskunft der Denkmalschutzbehörde.

## Ensembles

### Ensemble Reichsstraße

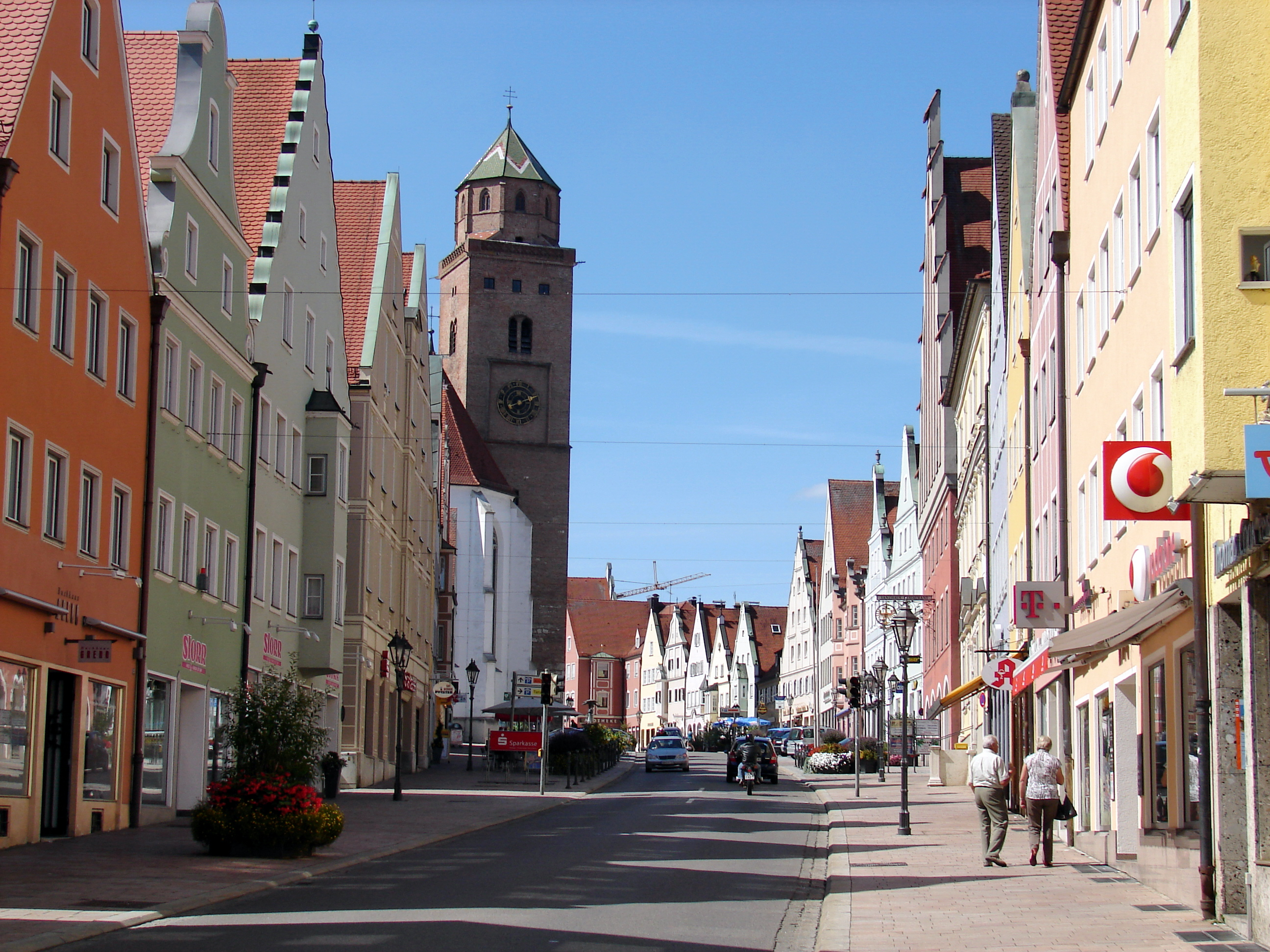

Die beidseitige Bebauung entlang der Reichsstraße als eine der frühen und bedeutendsten Leistungen des Wiederaufbaus in Bayern bildet ein Ensemble. Am 11. und 19. April 1945 war die Innenstadt Donauwörths bei zwei Luftangriffen zu fast drei Vierteln zerstört worden. Der Schwerpunkt des Wiederaufbaus galt der Reichsstraße als städtebauliche Hauptachse und Zentrum des wirtschaftlichen und kulturellen Lebens der Stadt Donauwörth. Die Anlage des sich nach Nordwesten aufweitenden einstigen Straßenmarkts der Stauferzeit war bis in die Mitte des letzten Jahrhunderts gesäumt von prächtigen, überwiegend giebelständigen Gebäuden des 15. bis 19. Jahrhunderts. Bei den Kriegszerstörungen besonders stark betroffen war der Stadtkern: Neben dem Rathaus (Rathausgasse 1), dem beschädigten Fuggerhaus (Pflegstraße 2) und der ebenfalls beschädigten kath. Stadtpfarrkirche (Münsterplatz 1) war lediglich eine kleine Anzahl an Bürgerhäusern erhalten geblieben. Im Abschnitt zwischen Stadtpfarrkirche und Stadtkommandantenhaus (Reichsstraße 32) waren besonders drastische Schäden zu verzeichnen. Der Wiederaufbau erfolgte ab 1946 auf Grundlage der Planung des neu gegründeten Aufbaubüros unter der Leitung der Architekten Georg Aubele und Wilhelm Kleinmaier. Die vorkriegszeitliche grundlegende Disposition der Reichsstraße als gewachsene Stadtstruktur mit dem ansteigenden und gekrümmten Straßenverlauf wie auch der beidseitigen Aneinanderreihung der schmalen, giebelständigen, sich rückwärtig in die Tiefe entwickelnden Anwesen und Hofstätten sollte beibehalten werden, um den Charakter des Straßenmarktes wiederherzustellen. Die Begrenzung des Ensembles ergibt sich somit aus der konzeptionellen und gestalterischen Einheit des Straßenbildes dieses wiederaufgebauten Straßenzuges. Zugunsten einer optimierten Nutzung und der weitgehenden Verbesserung der hygienischen, verkehrs- und bautechnischen Verhältnisse wurden die vorhergehenden Grundstücksgrenzen weitgehend aufgegeben; im Durchschnitt wurde eine Gebäudebreite von 9 Metern angestrebt. Um eine tiefere Ausnutzung der weiterhin schmalen Grundstücke zu gewährleisten, wurden einige zuvor traufständige Bauten durch giebelständige Gebäude ersetzt. Auch wurden etwa Querstraßen verbreitert, um bessere Verkehrsbedingungen zu schaffen. Nicht während des Krieges zerstörte Gebäude wurden in das wiederaufgebaute Straßenbild miteinbezogen. Von einer strengen Rekonstruktion der zerstörten Fassaden wurde abgesehen. Es galt, das Wesen der zerstörten Bebauung bzw. den harmonischen Kleinstadtcharakter auch mittels Elementen wie Ziergiebeln oder Erkern in einer schlichten Ausformulierung nachzuempfinden und dabei die örtliche bauhandwerkliche Tradition fortzusetzen. Im Ergebnis ist das Gesamtbild des Straßenzuges mit den beidseits der Straße errichteten, überwiegend giebelständigen und zwei- oder dreigeschossigen Putzbauten mit Satteldächern dabei weniger facettenreich als vor der Kriegszerstörung. Anfang der 1950er Jahre waren bereits zahlreiche Grundstücke neu bebaut. Öffentliche Bauten, wie das schwer beschädigte Rathaus, wurden im Zuge des Wiederaufbaus ebenfalls den Ansprüchen der Zeit entsprechend modernisiert. Profanes Herzstück der einst den Straßenzug säumenden Anwesen ist seit jeher das stattliche sogenannte Tanzhaus, das ursprünglich um 1400 als städtisches Kaufhaus errichtet wurde. Mit der Fertigstellung dessen Wiederaufbaus nach Plänen des Architekten Hans Fill im Zeitraum 1973–75 war rund 30 Jahre nach Beginn des Wiederaufbaus die letzte Baulücke an der Reichsstraße geschlossen worden. Besonders markant prägen das Straßenbild neben dem Tanzhaus die Stadtpfarrkirche Zu unserer Lieben Frau sowie die beiden, den Straßenzug abschließenden Bauten: Den Abschluss des unteren, südöstlichen Endes bildet das Rathaus, von hier aus nach Nordwesten ansteigend verbreitert sich der Straßenzug stetig bis zur 1444–67 errichteten Stadtpfarrkirche und setzt sich in einer leichten Krümmung bis zum hochaufragenden Fuggerhaus fort, das wiederum den oberen, nordwestlichen Abschluss der Reichsstraße bildet. Aktennummer: E-7-79-131-1.

## Stadtbefestigung
Große und hohe Teile der ehemaligen Ummauerung sind vor allem auf der West- und Ostseite der Altstadt erhalten. Die Stadtmauer entstammt dem 15. Jahrhundert und war ursprünglich mit gedeckten Wehrgängen und Schießscharten versehen. Von den fünf größeren und zwei kleineren Toren sind zwei erhalten: Inneres Wörnitztor, jetzt Rieder Tor (Spitalstraße 11), im Kern mittelalterlich, 1810 neu aufgebaut mit zwei Rundtürmchen und Walmdach, 1946 erneuert; Färbertor (Kugelplatz 24), dreigeschossiger Turm mit leicht vorkragendem Obergeschoss aus verputztem Fachwerk, Satteldach mit Schopfwalmen, 2. Hälfte 15. Jahrhundert.
Aktennummer: D-7-79-131-1
Beginnend im Norden gibt es im Uhrzeigersinn folgende erhaltene Teile der Stadtmauer.

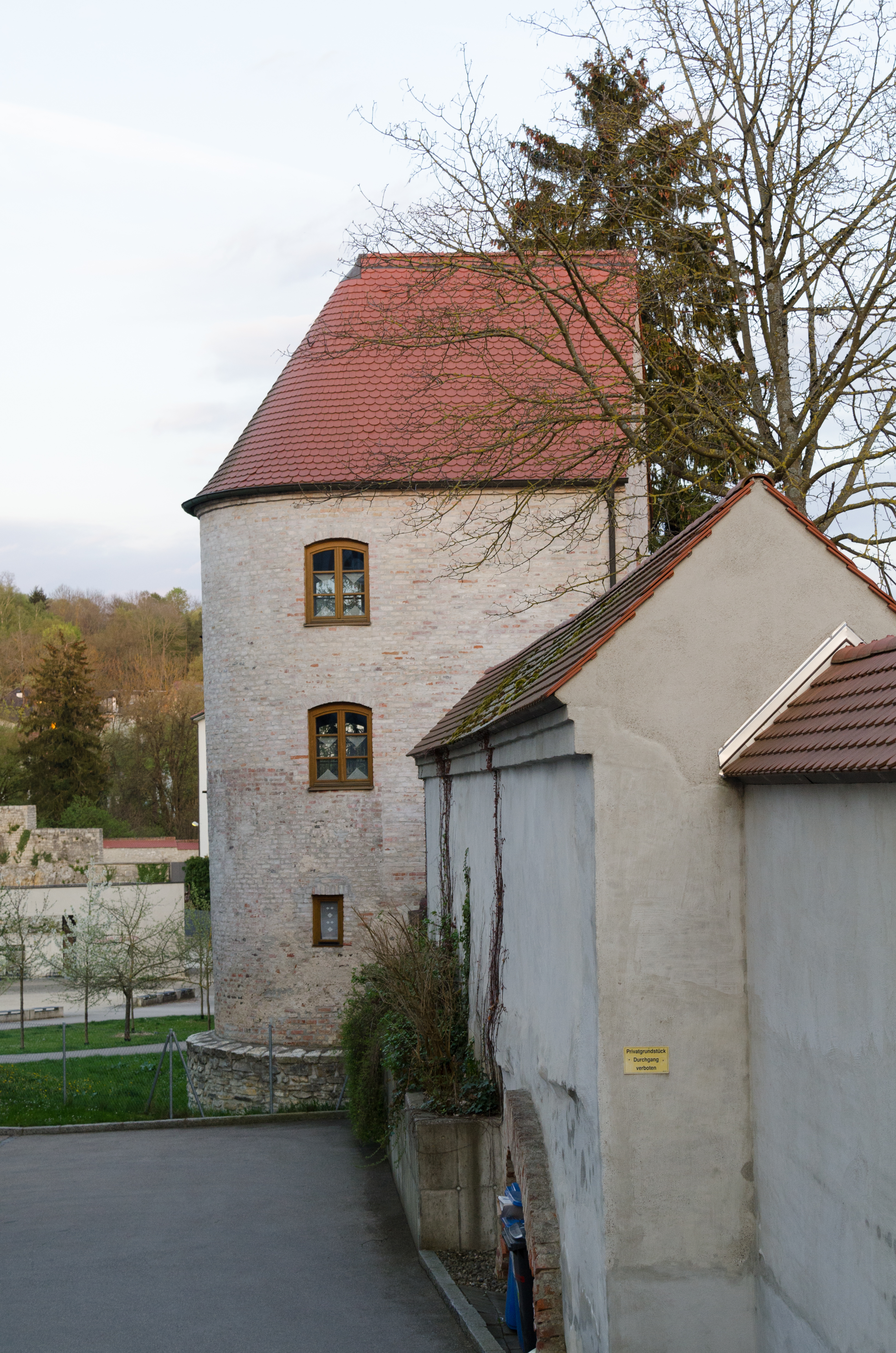
Stadtmauer und Mauerturm bei Bäckergasse 7
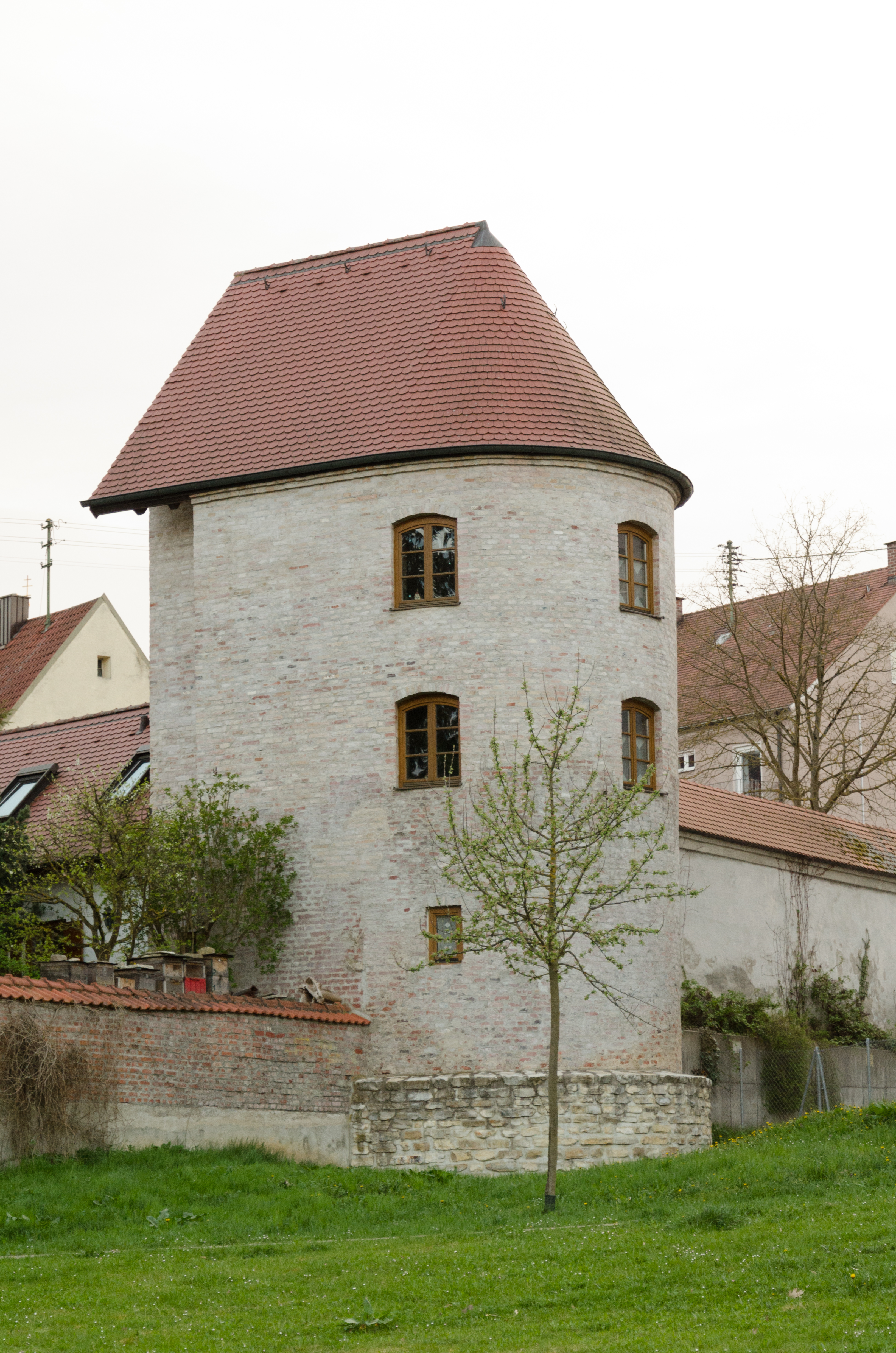
Mauerturm bei Bäckergasse 7
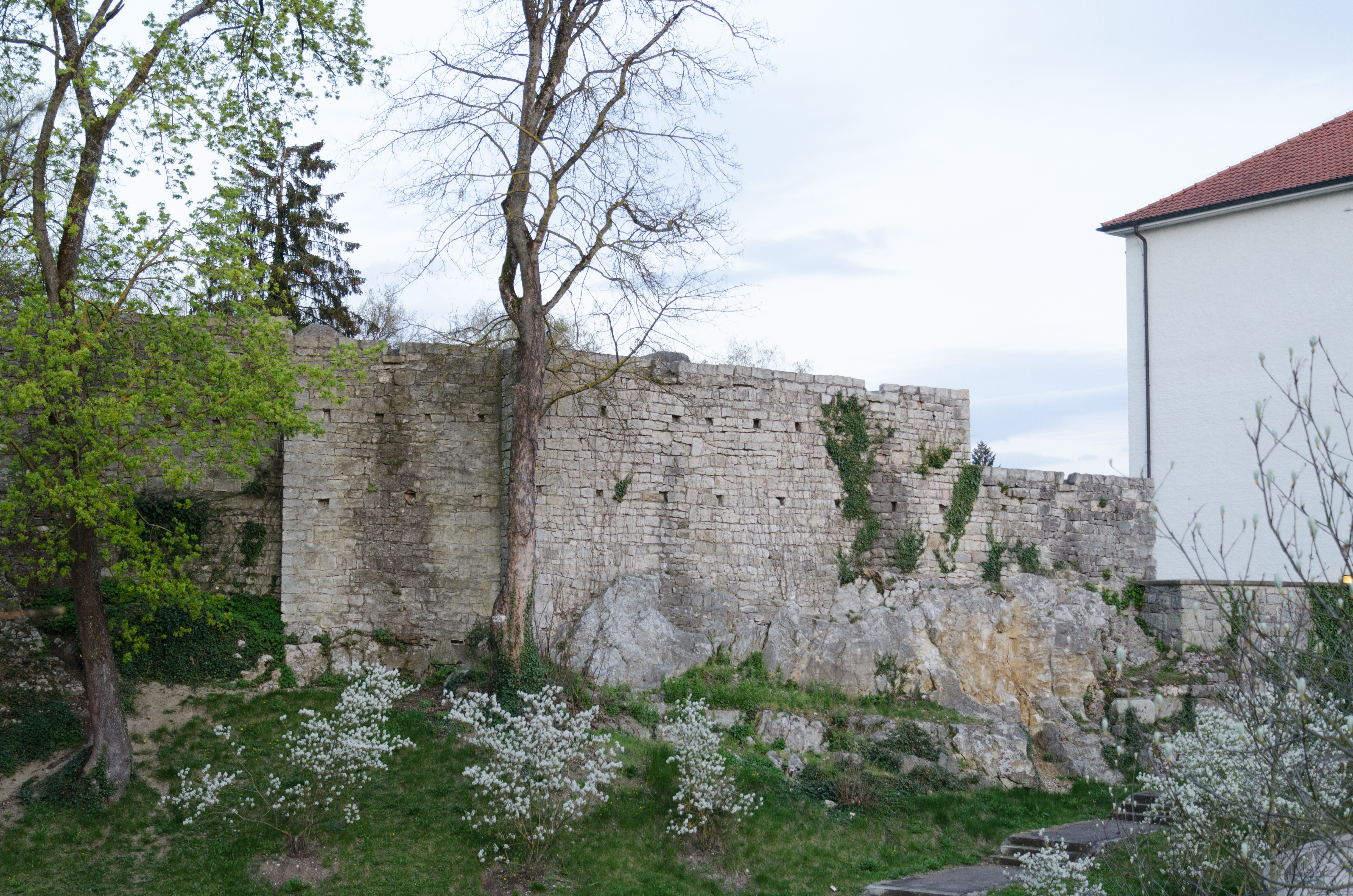
Stadtmauer bei Spindeltal 5
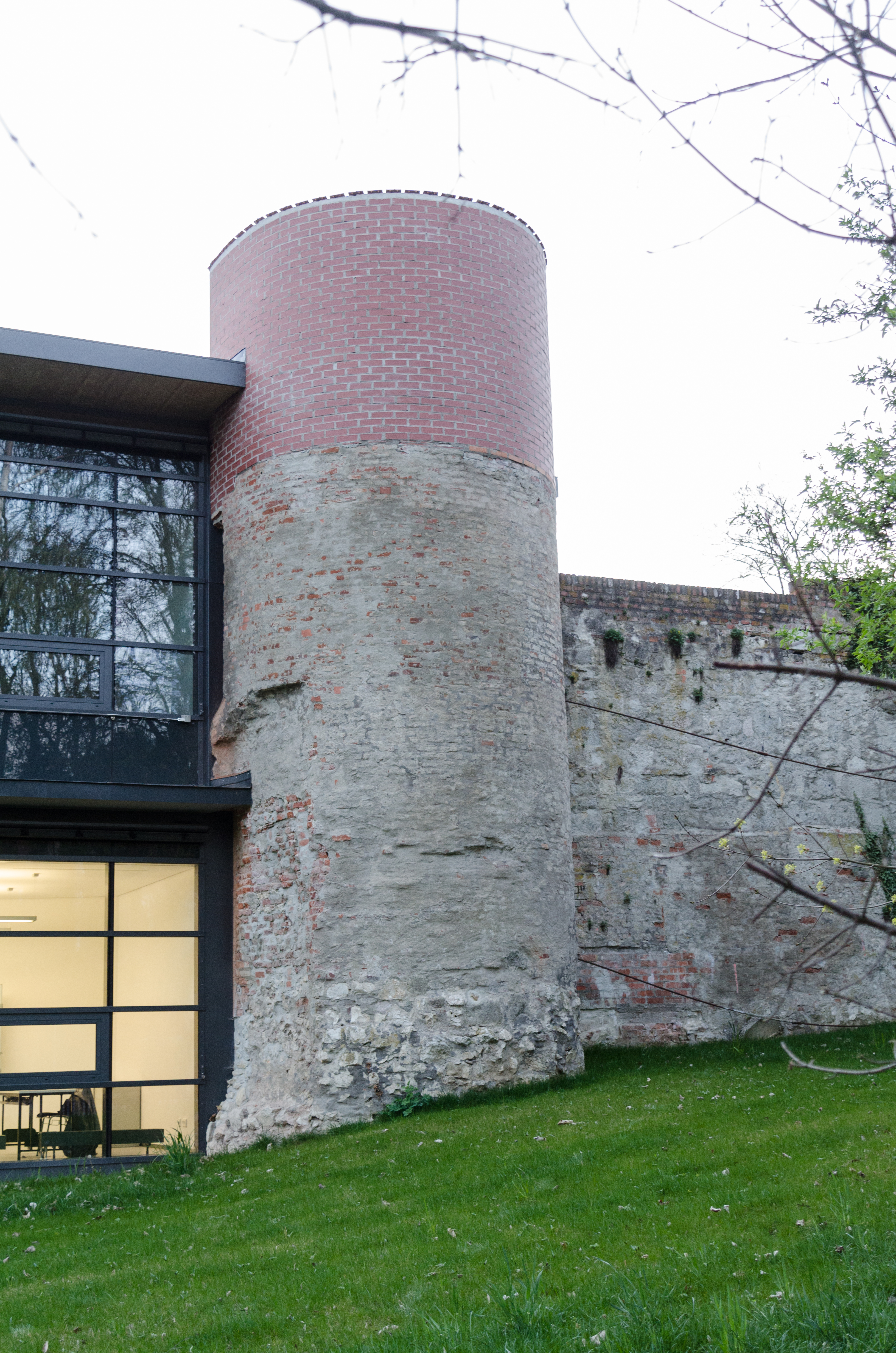
Mauerturm bei Spindeltal 5
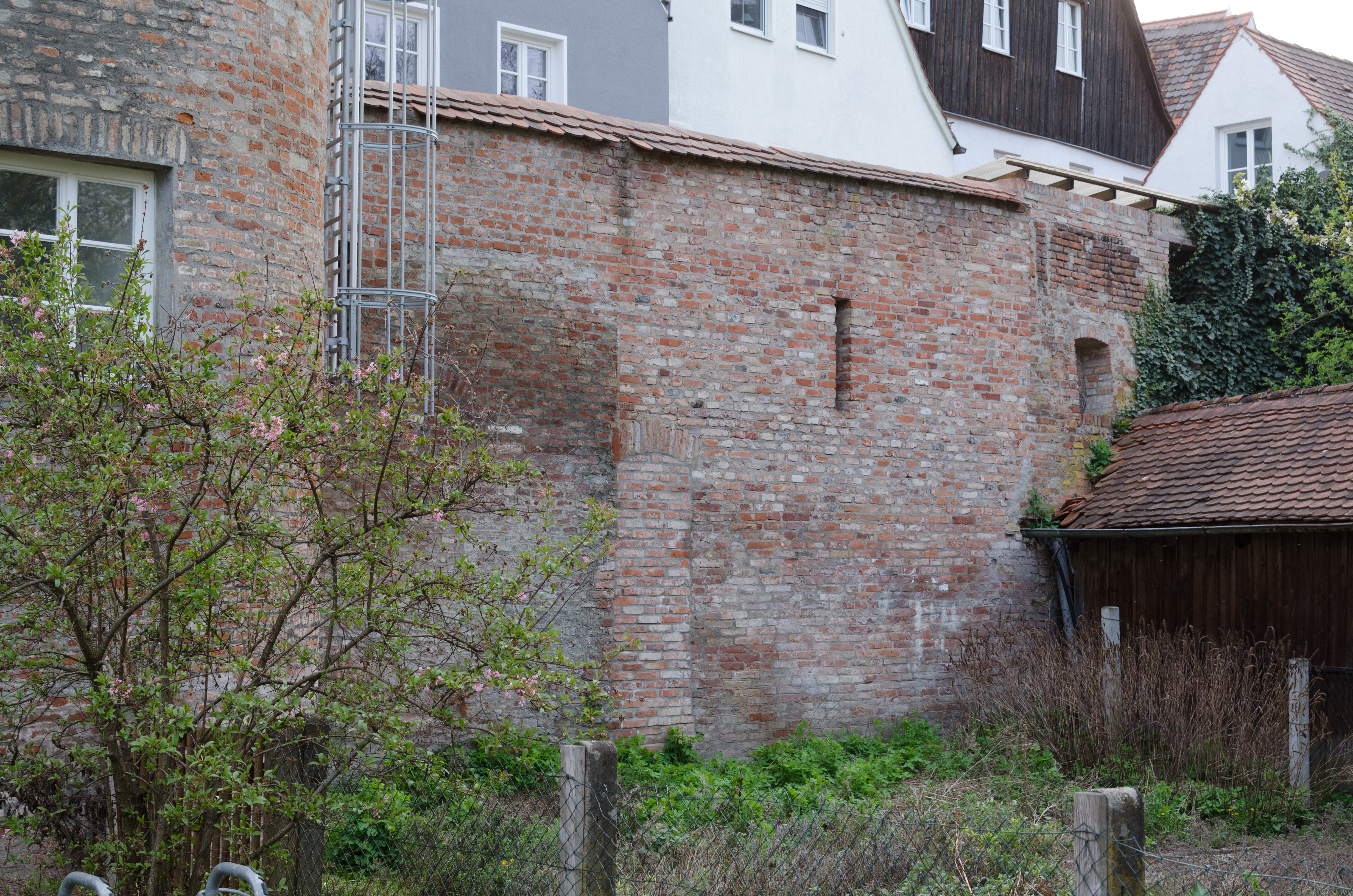
Stadtmauer bei Rathausgasse 4
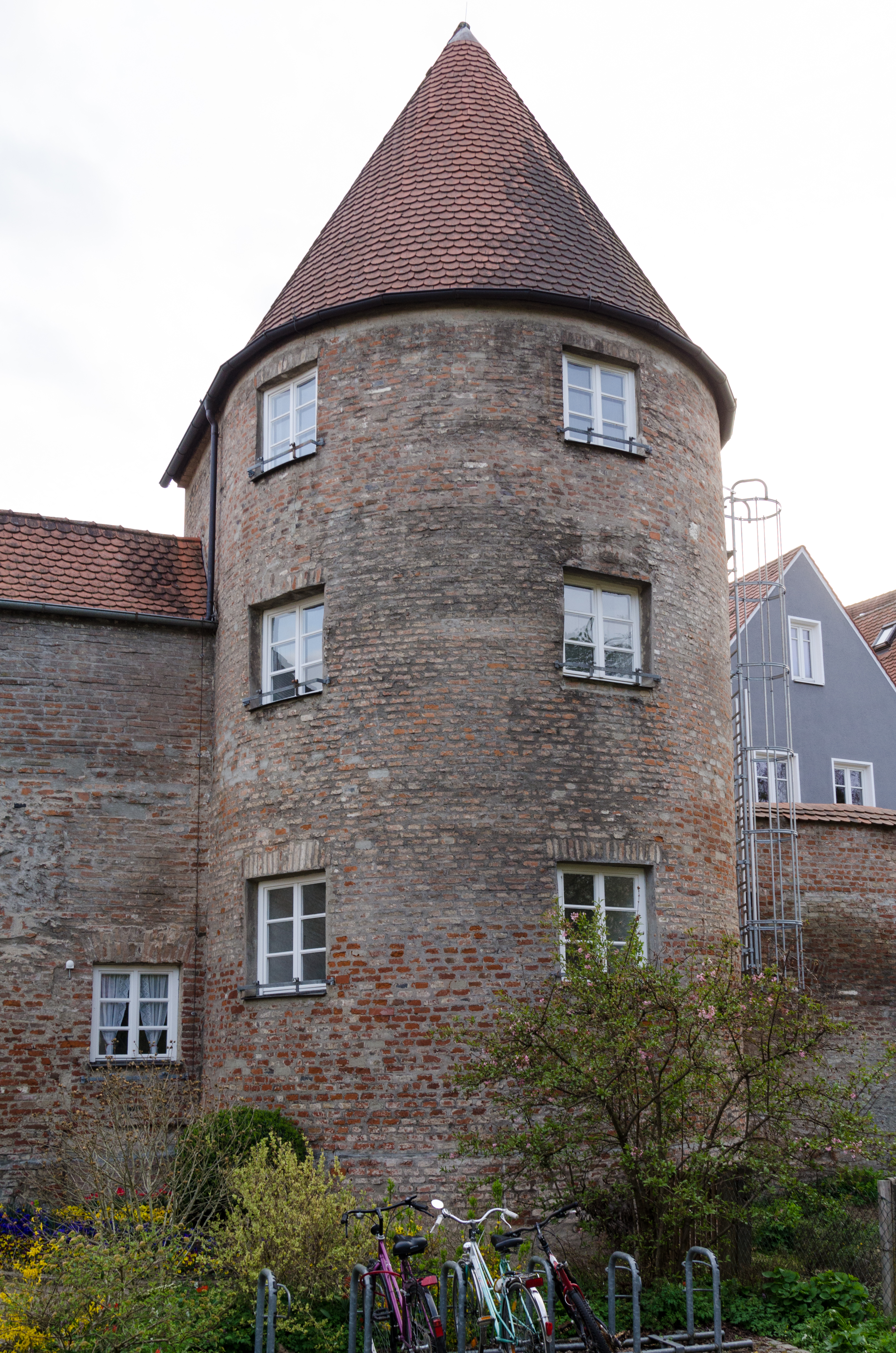
Mauerturm beim Ochsentor
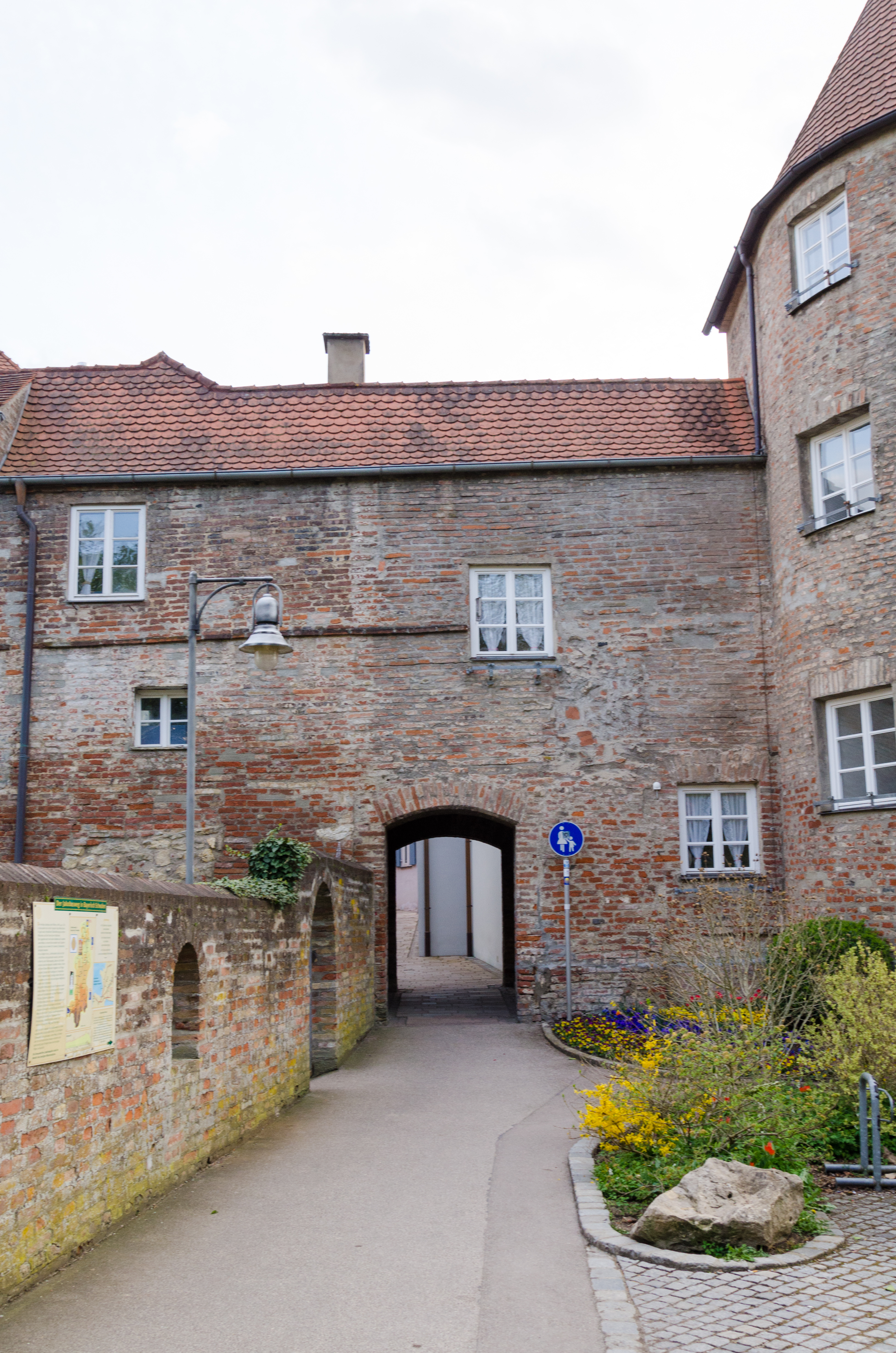
Das Ochsentor
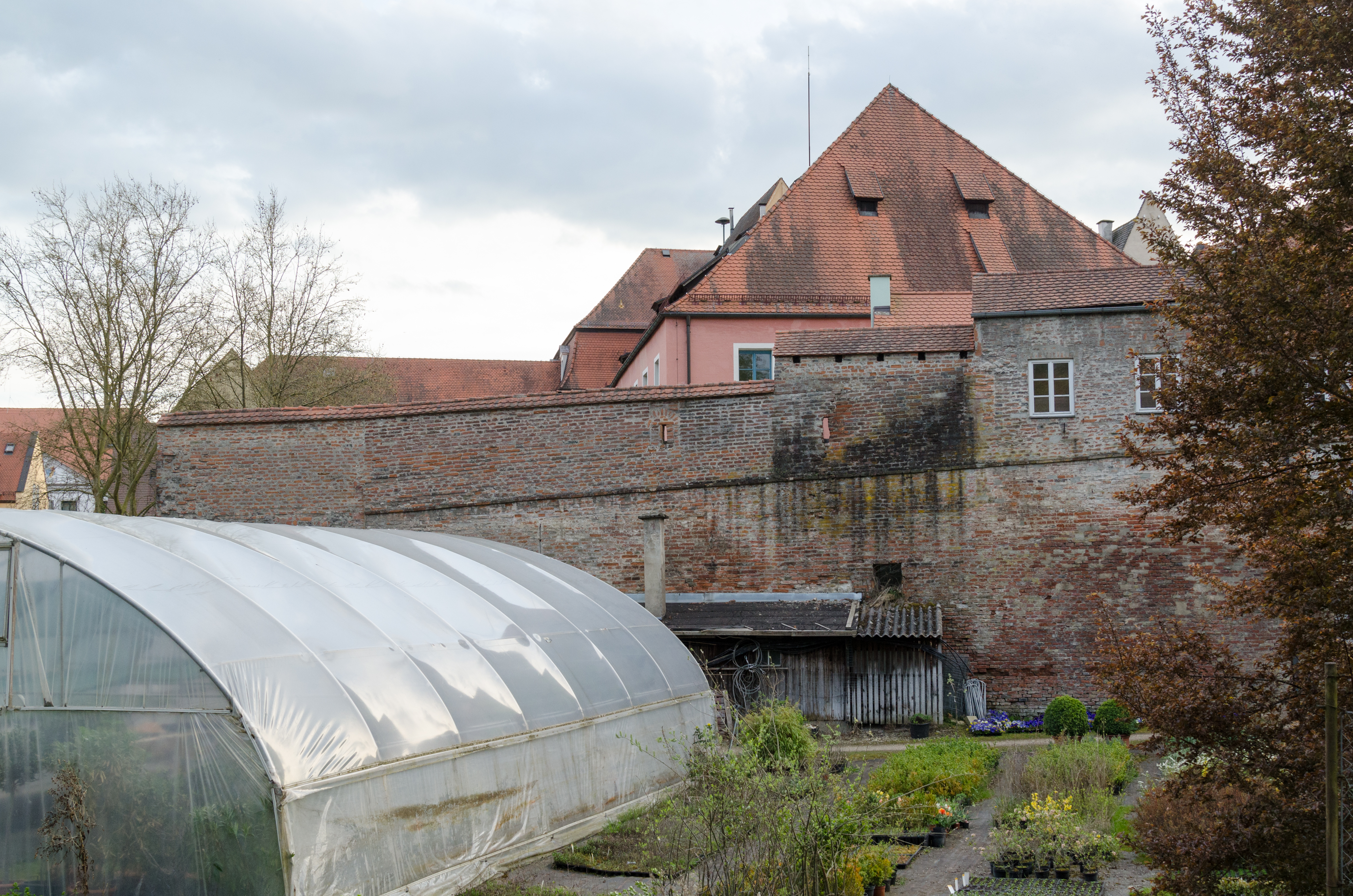
Stadtmauer östlich des Ochsentors
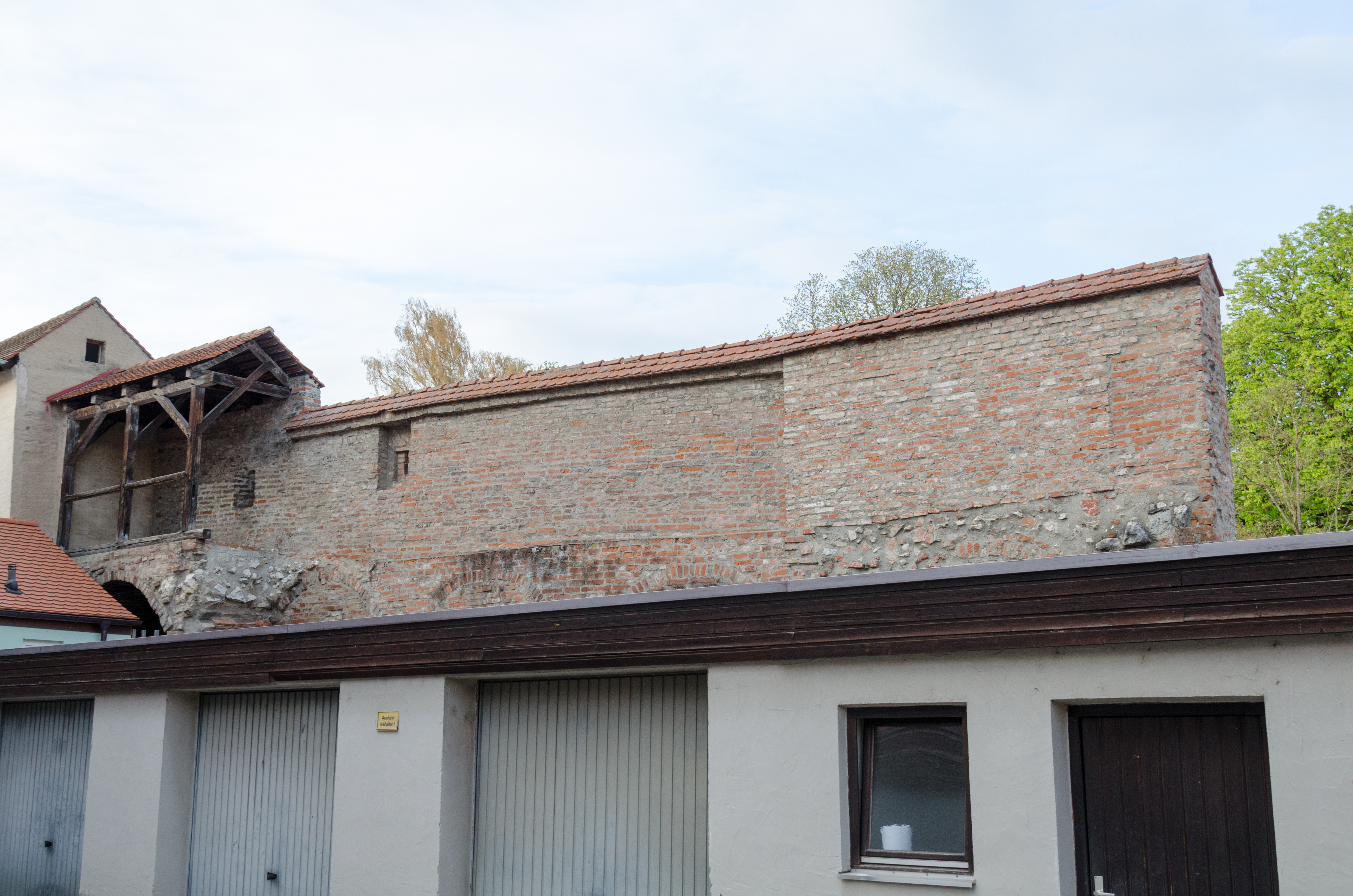
Stadtmauer mit Resten des Wehrgangs beim Stadthof

| Lage                       | Objekt                               | Beschreibung | Akten-Nr.              | Bild                  |
| -------------------------- | ------------------------------------ | --- | ---------------------- | --------------------- |
| Spitalstraße 11 (Standort) | Inneres Wörnitztor, heute Rieder Tor | Stattlicher dreigeschossiger Torbau mit flankierenden Rundtürmen und Mansardwalmdach, Unterbau im Kern mittelalterlich, Obergeschosse und Rundtürme 1810 | D-7-79-131-84 Wikidata | weitere Bilder        |
| Spitalstraße 11 (Standort) | Mauer beim Rieder Tor                | stadtseitig in Richtung Kugelplatz Mauer mit tiefen Blendbögen, 16. Jahrhundert                                                                          | D-7-79-131-84 Wikidata | Mauer beim Rieder Tor |

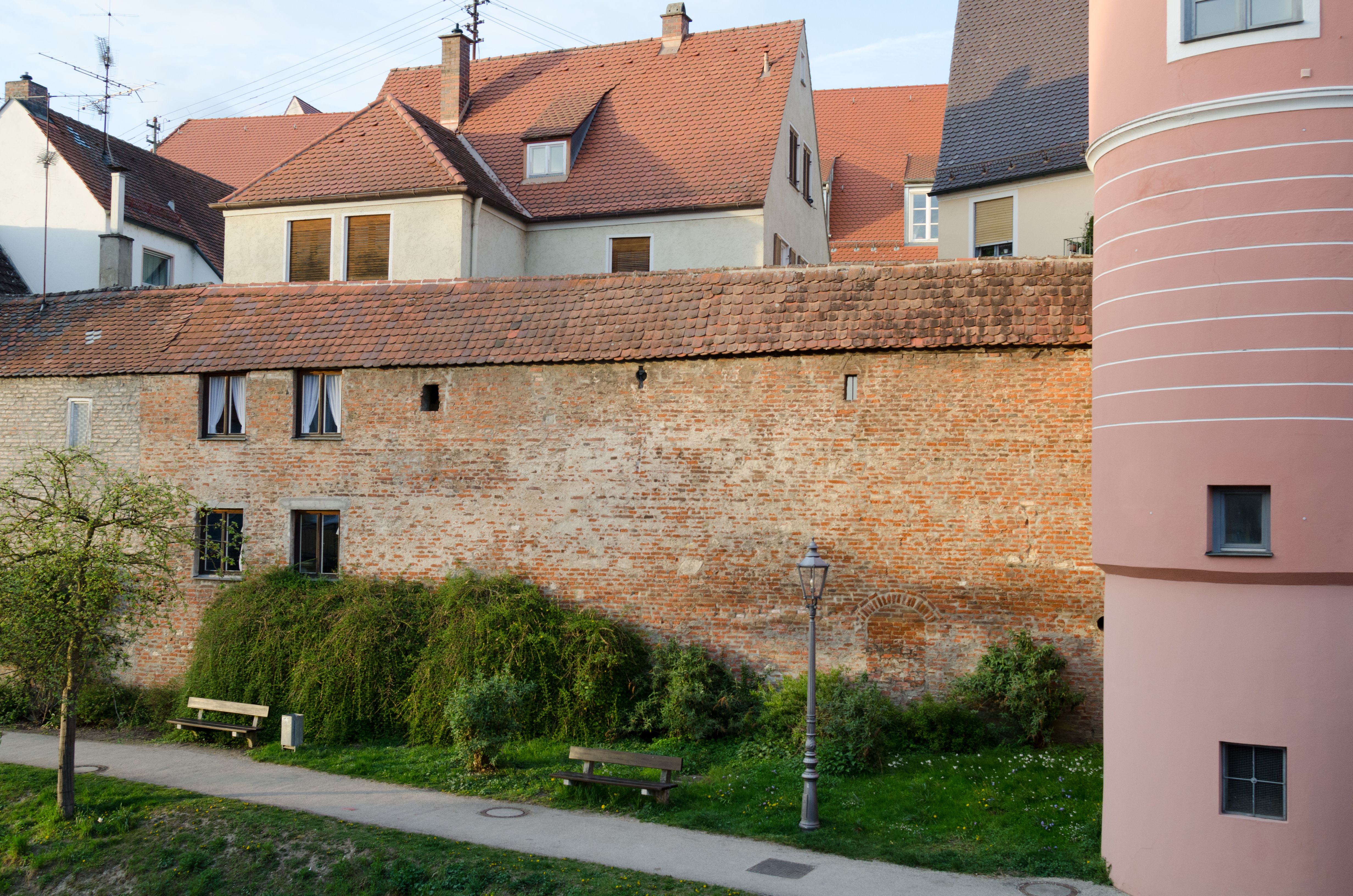
Stadtmauer bei Kugelplatz 2
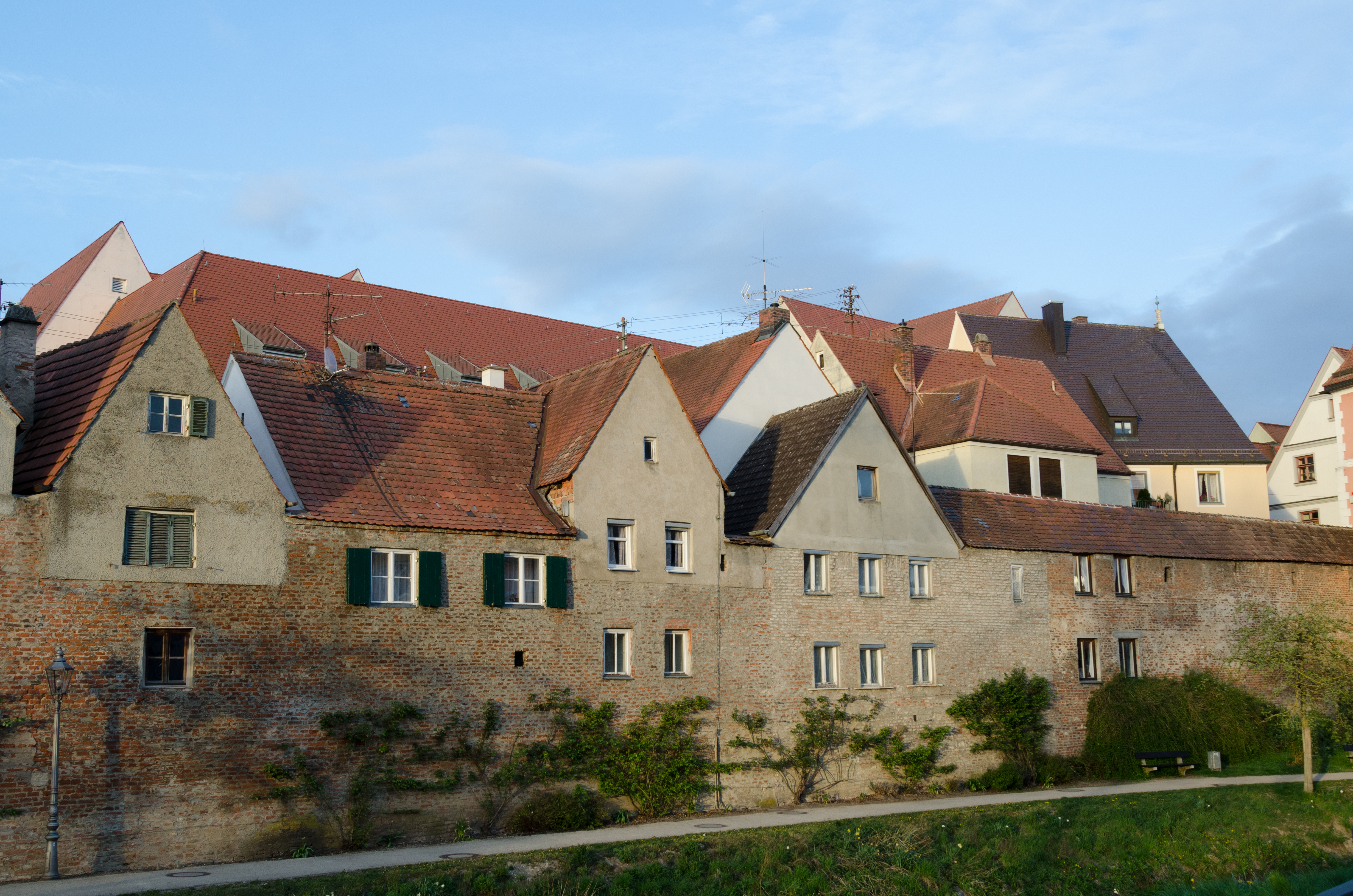
Stadtmauer zwischen Kugelplatz 2 und 12
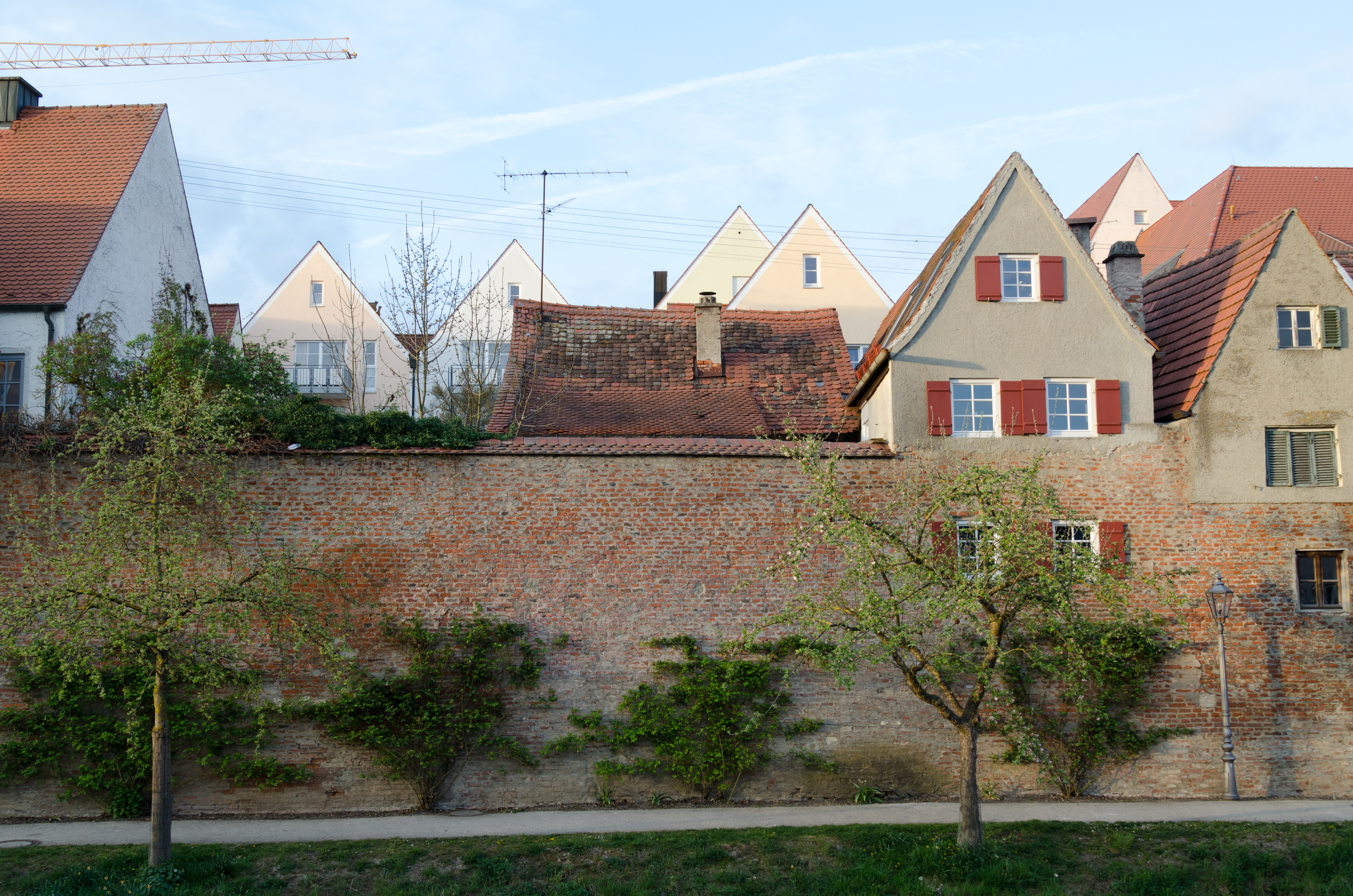
Stadtmauer zwischen Kugelplatz 12 und 16

| Lage                     | Objekt    | Beschreibung | Akten-Nr.              | Bild           |
| ------------------------ | --------- | --- | ---------------------- | -------------- |
| Kugelplatz 24 (Standort) | Färbertor | dreigeschossiger Turm mit leicht vorkragendem Obergeschoss aus verputztem Fachwerk, Satteldach mit Schopfwalmen, 2. Hälfte 15. Jahrhundert | D-7-79-131-42 Wikidata | weitere Bilder |

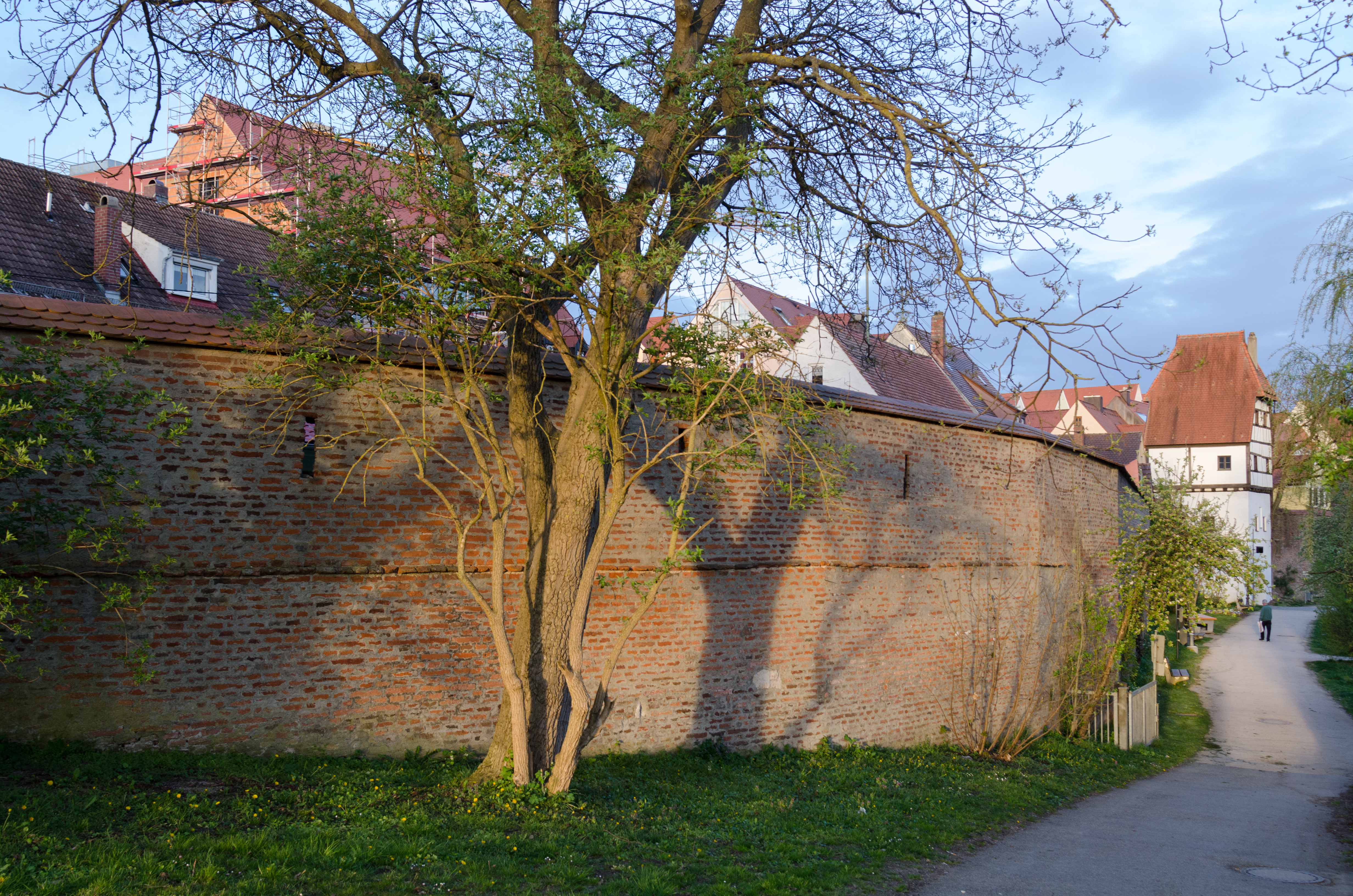
Stadtmauer westlich des Färbertores
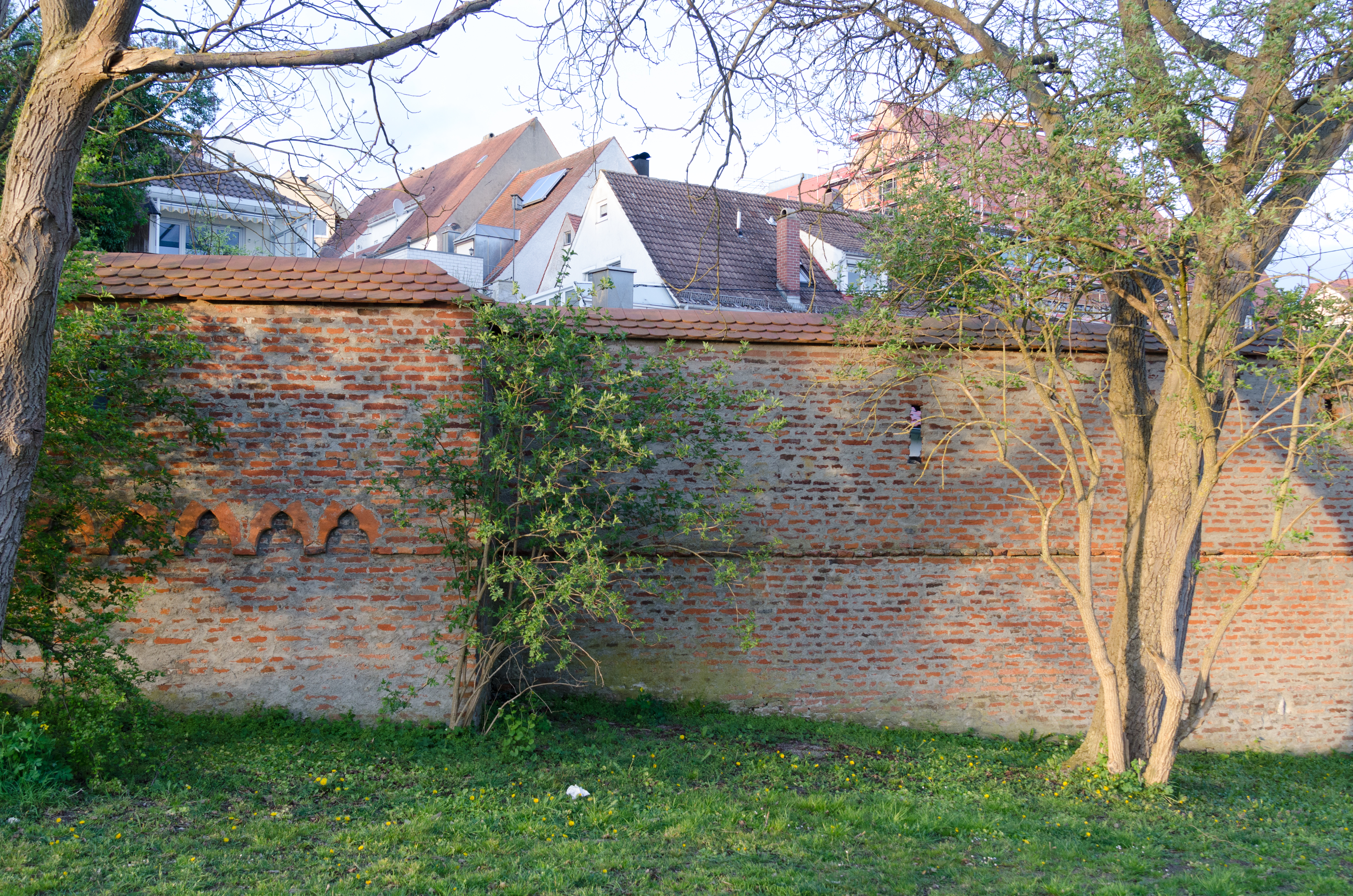
Stadtmauer westlich des Färbertores
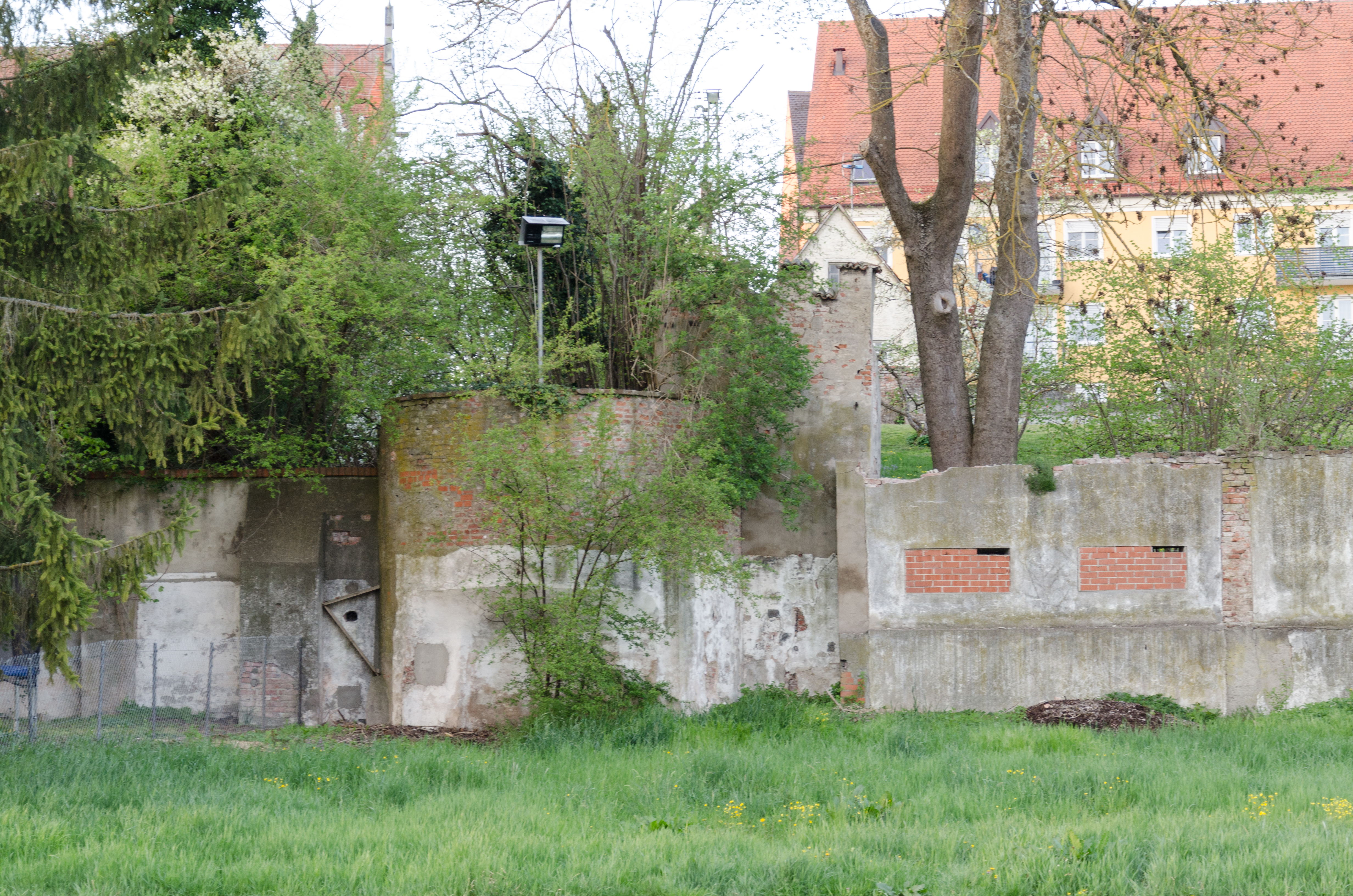
Stadtmauer mit Turmrest bei Münzgasse 3
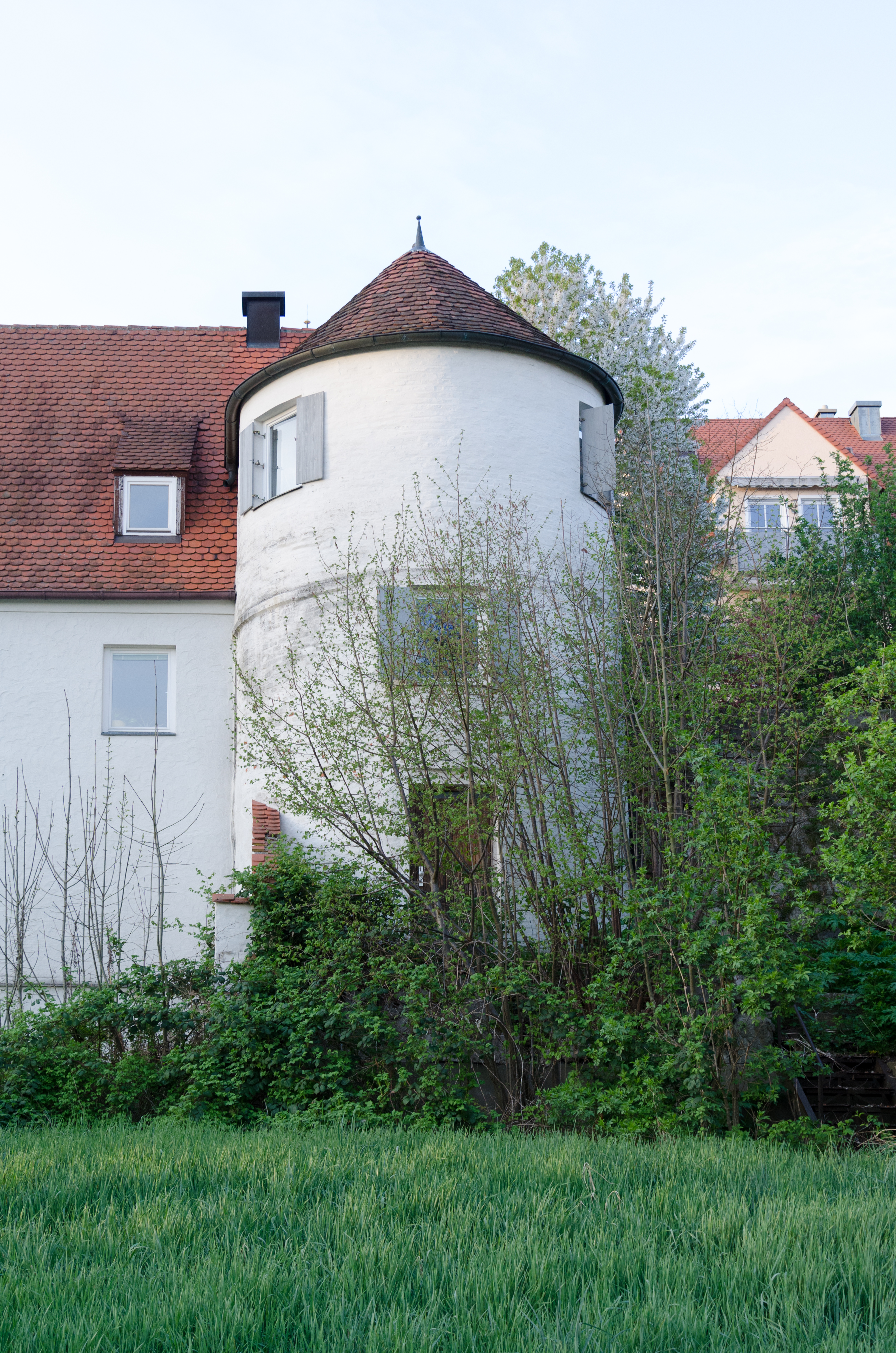
Mauerturm bei Zehnthof 3
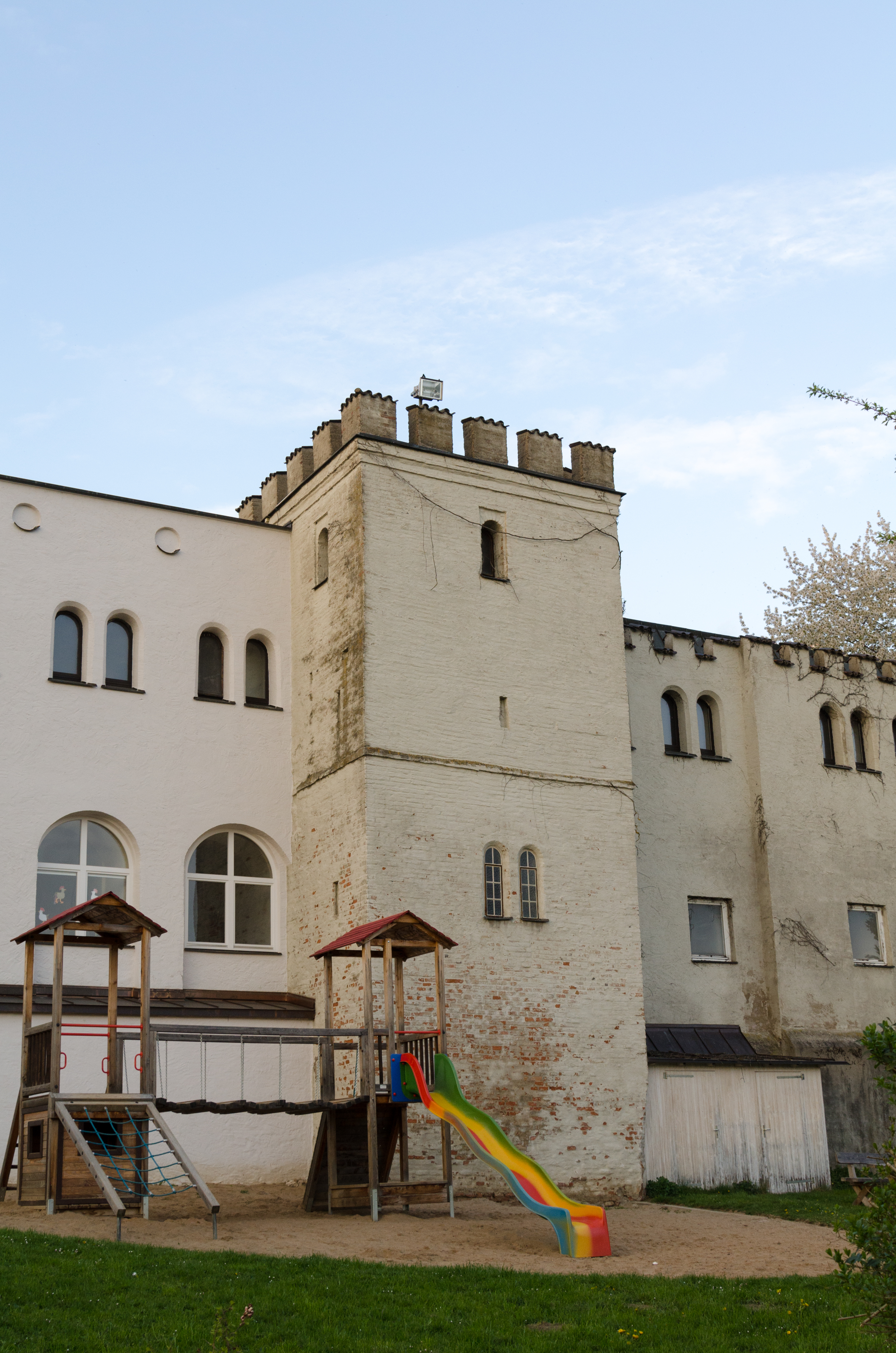
Verbauter Mauerturm bei Heilig-Kreuz-Straße 18
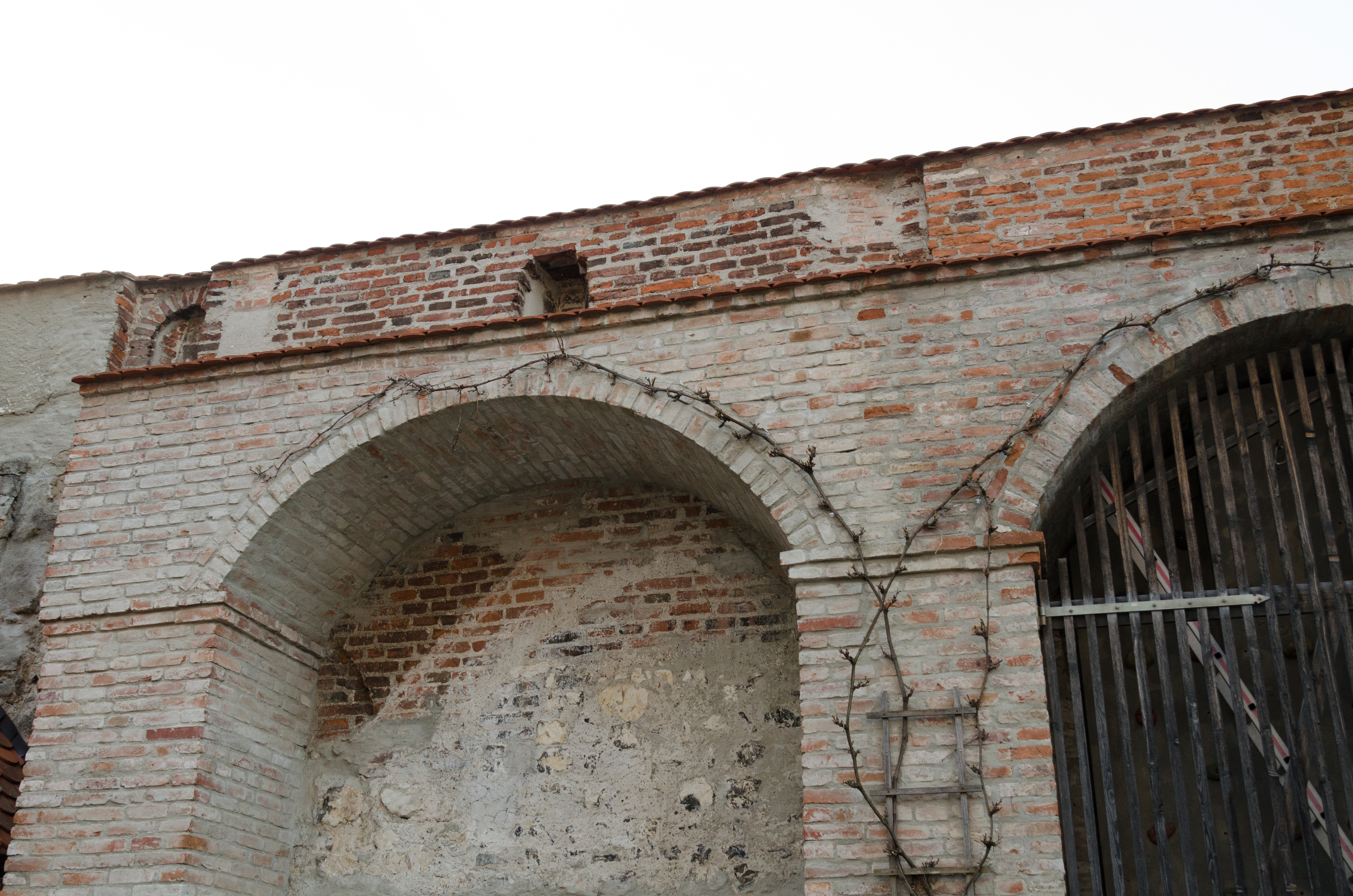
Stadtmauer bei Hadergasse 17

| Lage                     | Objekt    | Beschreibung                                                                            | Akten-Nr.             | Bild      |
| ------------------------ | --------- | --------------------------------------------------------------------------------------- | --------------------- | --------- |
| Hadergasse 17 (Standort) | Stadtturm | mit halbrundem Grundriss, am Westende eines hohen Stadtmauerzuges, wohl 15. Jahrhundert | D-7-79-131-1 Wikidata | Stadtturm |

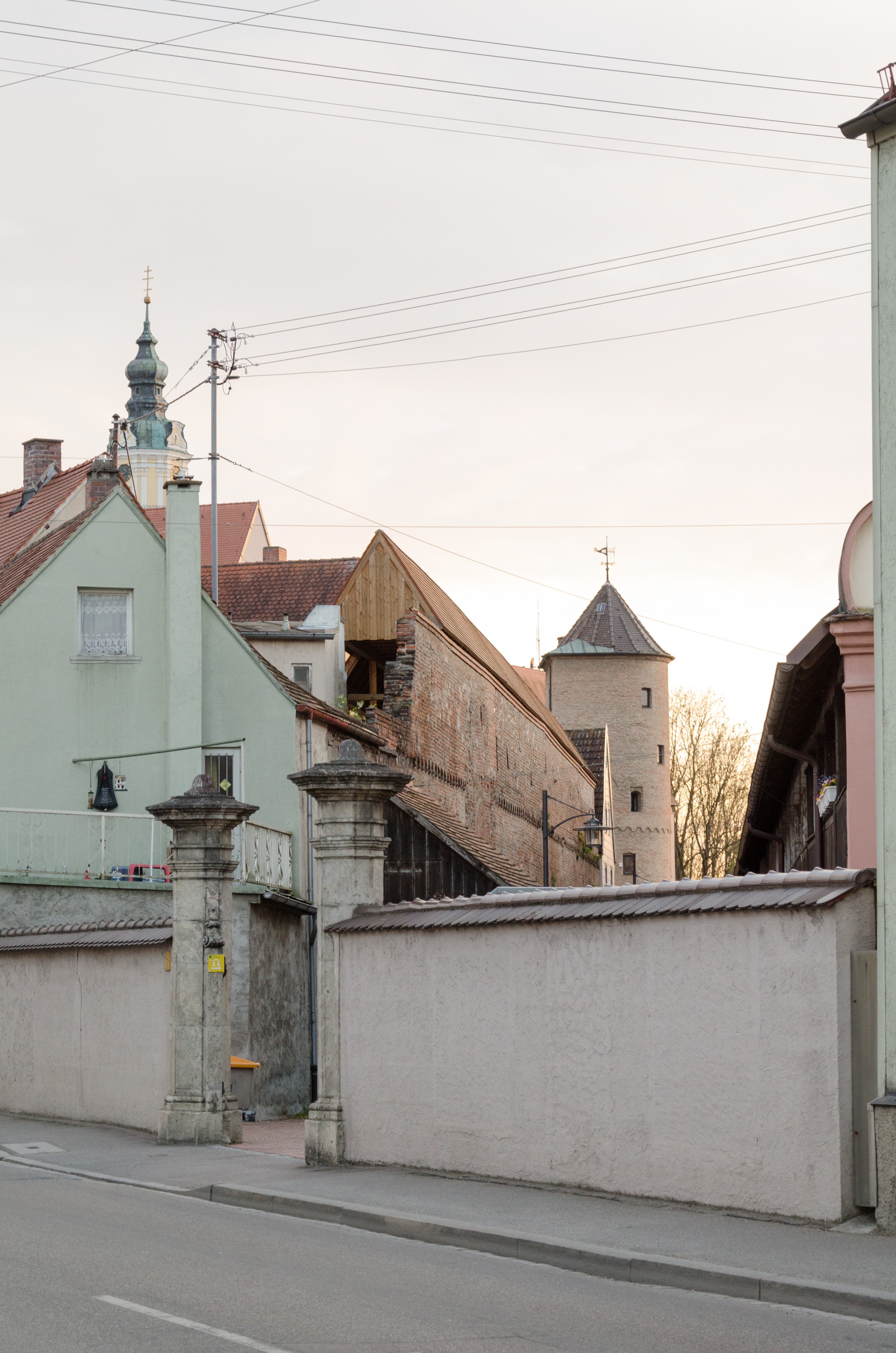
Stadtmauer entlang der Hadergasse
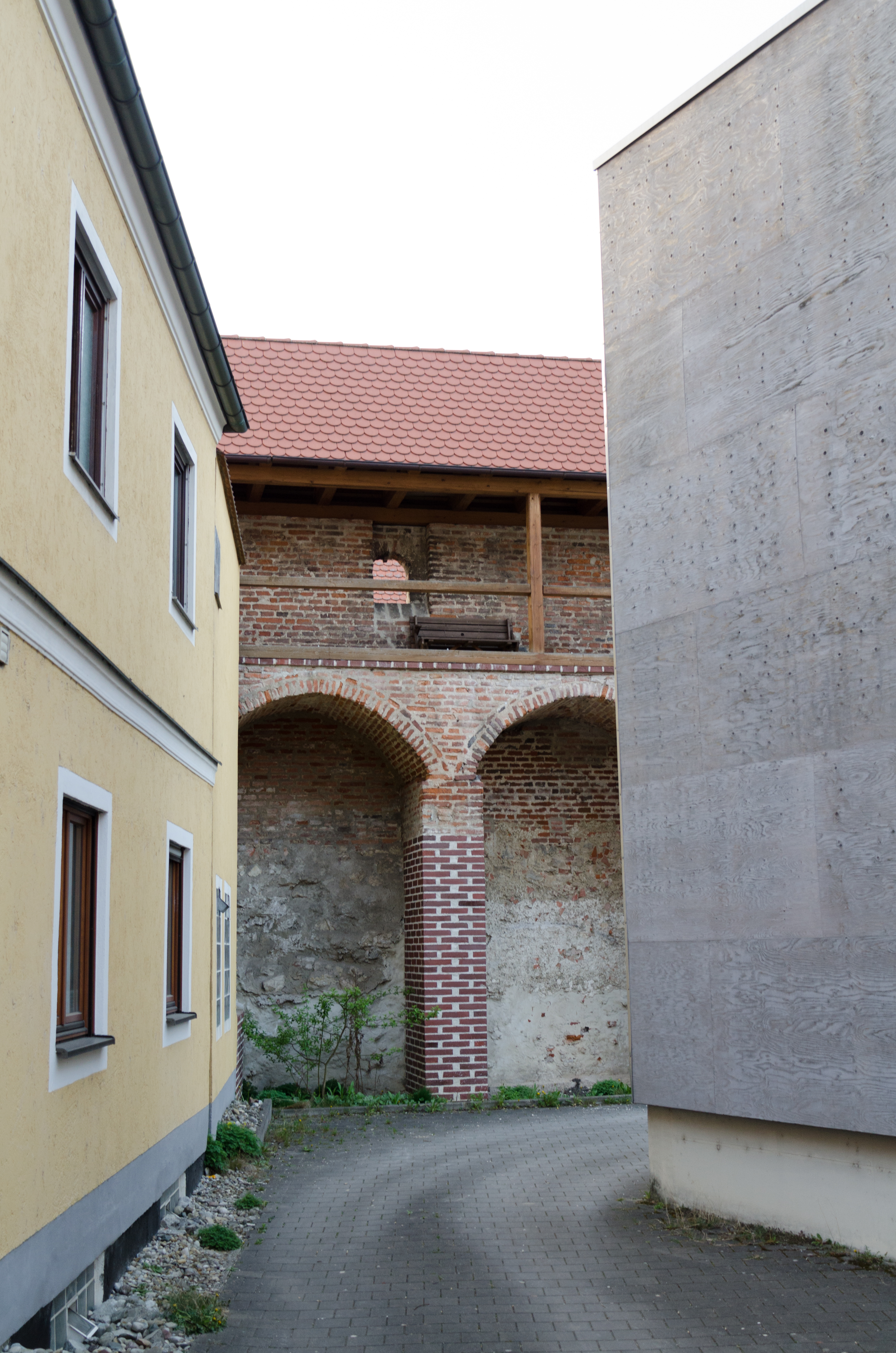
Stadtmauer bei Hadergasse 1

## Baudenkmäler nach Gemeindeteilen

### Donauwörth
| Lage                                            | Objekt                                                             | Beschreibung | Akten-Nr.               | Bild                                         |
| ----------------------------------------------- | ------------------------------------------------------------------ | --- | ----------------------- | -------------------------------------------- |
| Bäckerstraße 2 (Standort)                       | Eckhaus                                                            | Mit Erker und Schweifgiebel, 1. Drittel 18. Jahrhundert | D-7-79-131-2 Wikidata   | weitere Bilder                               |
| Bahnhofstraße 2 (Standort)                      | Wohnhaus                                                           | Zweigeschossiger Massivbau mit Walmdach und seitlichem Zwerchgiebel, Erdgeschoss und Architekturgliederung in Sichtziegel, eingestellte offene Loggia, Ende 19. Jahrhundert | D-7-79-131-3 Wikidata   | weitere Bilder                               |
| Bahnhofstraße 3 (Standort)                      | Wohnhaus                                                           | Zweigeschossiger Mansardwalmdachbau in romantisierend-altfränkischem Stil mit einbezogenem Turmrisalit mit Fachwerkobergeschoss, Zeltdach und Laterne mit Zwiebel, offene Laube mit Ständerwerk, um 1900 | D-7-79-131-4 Wikidata   | weitere Bilder                               |
| Berger Allee 2 (Standort)                       | Wohnhaus                                                           | Wohnhaus mit Fassadengliederung und Mittelrisalit, Flachwalmdach, von Maurermeister Anton Wölfle, 1864 | D-7-79-131-5 Wikidata   | Wohnhaus                                     |
| Berger Allee 3 (Standort)                       | Klinkerhaus                                                        | eingeschossig, mit reicher Gliederung, um 1890/95 | D-7-79-131-6 Wikidata   | Klinkerhaus                                  |
| Berger Allee 5 (Standort)                       | Wohnhaus                                                           | im Stil der Neurenaissance, mit Konsolenfries und Flachwalmdach, 3. Viertel 19. Jahrhundert | D-7-79-131-7 Wikidata   | Wohnhaus                                     |
| Berger Vorstadt 12 (Standort)                   | Wohnhaus                                                           | Walmdach und Fassadengliederung, 3. Viertel 19. Jahrhundert | D-7-79-131-8 Wikidata   | Wohnhaus                                     |
| Berger Vorstadt 14 (Standort)                   | Ehemaliges Pfarrhaus                                               | Zweigeschossiger Satteldachbau mit Ecklisenen und Gesimsgliederung, im Kern um 1665, später verändert | D-7-79-131-127 Wikidata | Ehemaliges Pfarrhaus                         |
| Berger Vorstadt 15 (Standort)                   | Wohnhaus                                                           | mit Schweifgiebel und Figurennische, 1. Hälfte 18. Jahrhundert | D-7-79-131-9 Wikidata   | weitere Bilder                               |
| Berger Vorstadt 16 (Standort)                   | Ehemaliges Amtsgericht, jetzt Vermessungsamt                       | Winkelförmiger, zwei- bzw. dreigeschossiger Bau mit geknicktem Walm- und Satteldach, 1927 errichtet, später verändert | D-7-79-131-129 Wikidata | Ehemaliges Amtsgericht, jetzt Vermessungsamt |
| Berger Vorstadt 23 (Standort)                   | Bauernhaus                                                         | mit zwei Giebelgesimsen, Ende 18. Jahrhundert | D-7-79-131-10 Wikidata  | Bauernhaus                                   |
| Donau (Standort)                                | Werksteinmauer                                                     | Kaimauer des ehemaligen Donauhafens aus großformatigen Werksteinen, 1853/54 | D-7-79-131-126 Wikidata | Werksteinmauer                               |
| Eichgasse 1 (Standort)                          | Ehemaliges Deutschordens-Komturgebäude                             | Zweigeschossiger Massivbau mit Mansard-Walmdach, erbaut 1786 | D-7-79-131-12 Wikidata  | weitere Bilder                               |
| Hadergasse 11 (Standort)                        | Wohnhaus                                                           | mit drei Giebelgesimsen, Mitte 18. Jahrhundert; an Stadtmauer angebaut | D-7-79-131-13 Wikidata  | weitere Bilder                               |
| Heilig-Kreuz-Straße 7 (Standort)                | Ehemaliges Benifiziatenhaus des Spitals, heute Landratsamt         | Zweigeschossiger Massivbau mit Walmdachbau und mittigem Erker, im Kern um 1700 | D-7-79-131-16 Wikidata  | weitere Bilder                               |
| Heilig-Kreuz-Straße 13 (Standort)               | Traufseithaus                                                      | Zweigeschossiger traufständiger Satteldachbau mit gebrochenen Schweifgiebeln, 2. Viertel 18. Jahrhundert | D-7-79-131-17 Wikidata  | weitere Bilder                               |
| Heilig-Kreuz-Straße 14 (Standort)               | Ehemalige Veitskapelle                                             | Saalbau mit Schweifgiebel und polygonalem Giebelreiter mit Glockenhaube, 1670/80 erbaut, 1802 profaniert, später stark verändert | D-7-79-131-18 Wikidata  | weitere Bilder                               |
| Heilig-Kreuz-Straße 15 (Standort)               | Ehemalige Klosterschule                                            | Stattlicher zweigeschossiger Traufseitbau mit Voluten-Zwerchgiebeln, bezeichnet mit 1764; Barockzeitliches Tor mit Dreiecksgiebel, zwischen Nr. 13 und 15 | D-7-79-131-19 Wikidata  | weitere Bilder                               |
| Heilig-Kreuz-Straße 17 (Standort)               | Ehemalige Klosterkirche, jetzt Katholische Pfarrkirche Hl. Kreuz   | Mächtiger verputzter Saalbau mit Lisenengliederung, Pfeilerkapellen und eingezogener Chorapsis 1717–20 von Joseph Schmuzer; Turmunterbau romanisch, oktogonaler Aufsatz mit laternenartiger Zwiebelhaube, 1747 durch Johann Baptist Widemann; Gruftkapelle, flachgedeckter Rechteckraum um 1450, um 1670/80 barockisiert; mit Ausstattung (siehe auch: Kanzel); Sogenannte Auerkapelle, klassizisierender Kapellenbau mit halbrunder Apsis und Portalrahmung, 1843, östlich des Turms im Kirchhof                                                                     | D-7-79-131-20 Wikidata  | weitere Bilder                               |
| Heilig-Kreuz-Straße 19 (Standort)               | Konventbau des ehemaligen Benediktinerklosters, (heute Cassianeum) | Monumentale dreigeschossige Mehrflügelanlage mit zwei Innenhöfen; Westflügel, im Kern 1680 ff. Süd- und Ostflügel, im Kern 1696/1700, von Valerian Brenner unter Einbeziehung des mittelalterlichen Kreuzgangs, Erhöhung um das dritte Obergeschoss durch Thomas Specht, 1777/80, Umbau und Restaurierung 1980/86 | D-7-79-131-21 Wikidata  | weitere Bilder                               |
| Hindenburgstraße 3 (Standort)                   | Winkelförmiges Eckhaus                                             | mit Walmdach, 1. Hälfte 18. Jahrhundert; Hausfigur (Herrgottsruh), barock | D-7-79-131-23 Wikidata  | weitere Bilder                               |
| Hindenburgstraße 8 (Standort)                   | Winkelförmiges Eckhaus                                             | Dreigeschossiger giebelständiger Satteldachbau mit gesprengtem Schweifgiebel mit Anschwüngen, Fassadengliederung mit Lisenen und Gurtbändern, Kastenerker, 1. Hälfte 19. Jahrhundert | D-7-79-131-24 Wikidata  | Winkelförmiges Eckhaus                       |
| Hindenburgstraße 14 (Standort)                  | Giebelständiges Haus                                               | Zweigeschossiger giebelständiger Satteldachbau mit drei Giebelgesimsen, 1. Hälfte 18. Jahrhundert | D-7-79-131-26 Wikidata  | weitere Bilder                               |
| Hindenburgstraße 22 (Standort)                  | Gasthof zum Hohen Meer                                             | Stattlicher dreigeschossiger Satteldachbau mit Steildach, Ladeöffnungen in den Dachgeschossen, zwei kräftige Gurtgesimse und vier Giebelgesimse, Eingangsportal mit Hausteinrahmung, bezeichnet mit 1639 | D-7-79-131-28 Wikidata  | weitere Bilder                               |
| Hindenburgstraße 29 (Standort)                  | Hotel Schwarzer Adler                                              | Zweigeschossiger Walmdachbau in Ecklage mit Eckquaderung und Zwerchgiebel, 2. Hälfte 18. Jahrhundert | D-7-79-131-29 Wikidata  | weitere Bilder                               |
| Jennisgasse 1 (Standort)                        | Eckhaus                                                            | Mit reicher Fassadengliederung und gesprengtem, flachem Zwerchgiebel, 3. Viertel 19. Jahrhundert | D-7-79-131-30 Wikidata  | Eckhaus                                      |
| Kapellstraße (Standort)                         | Marienbrunnen                                                      | Neugotisch, Achteckbassin mit Mittelstele und Fialenbekrönung, bezeichnet mit 1854; vor dem Rathaus am Eingang zur Kapellstraße | D-7-79-131-57 Wikidata  | weitere Bilder                               |
| Kapellstraße 1 (Standort)                       | Ehemalige katholische Spitalkirche Hl. Geist                       | Einfacher Saalbau mit eingezogener Halbrundapsis, erbaut 1611/12, nach 1945 instand gesetzt; mit Ausstattung | D-7-79-131-31 Wikidata  | weitere Bilder                               |
| Kapellstraße 3 (Standort)                       | Eckhaus                                                            | Zweigeschossiger zur Kapellgasse traufständiger Satteldachbau mit wuchtigem Treppen- und Zwerchgiebel, im Kern spätmittelalterlich, verändert um 1840 | D-7-79-131-33 Wikidata  | weitere Bilder                               |
| Kapellstraße 5 (Standort)                       | Ehemaliges Deutschordenshaus                                       | Stattlicher, winkelförmiger zweigeschossiger Walmdachbau von Michael d’Ixnard, 1774/78, Nordflügel mit zusätzlichem Mezzaningeschoss und Risalit mit Zwerchgiebel; In der Südostecke ehemalige Hauskapelle, um 1720/30 mit angestelltem quadratischem Turm mit Laternenhaube | D-7-79-131-32 Wikidata  | weitere Bilder                               |
| Kapellstraße 21 (Standort)                      | Eckhaus                                                            | Stattlicher, zur Kapellstraße giebelständiger dreigeschossiger Satteldachbau mit Zinnengiebel, im Kern 16./17. Jahrhundert, neugotische Fassadenornamentik Ende 19. Jahrhundert | D-7-79-131-35 Wikidata  | weitere Bilder                               |
| Kapellstraße 42 (Standort)                      | Ehemaliges Hotel Krebs                                             | Stattliche dreigeschossige Dreiflügelanlage, Seitenflügel mit südseitig abgewalmten Mansarddächern, flachen Eckrisaliten, Eckquaderung und Frontispizen, im Kern um 1780 (dendro.dat.), Mitteltrakt, traufständiger Satteldachbau, 1838 durch Johann Thenn um ein Geschoss aufgestockt und Fassaden im neuklassizistischen Stil überarbeitet, weiterer Umbau 1937 durch Hans Ickas | D-7-79-131-36 Wikidata  | Ehemaliges Hotel Krebs                       |
| Kapellstraße 46 (Standort)                      | Wohnhaus                                                           | Dreigeschossiger traufständiger Satteldachbau mit Zinnengiebeln und turmartigem Mittelrisalit, neugotische Fassadengliederung, um 1870/80; Eingangstor aus Schmiedeeisen zwischen profilierten Natursteinpfeilern, wohl 3. Viertel 18. Jahrhundert | D-7-79-131-37 Wikidata  | Wohnhaus                                     |
| Kappeneck 18; Ruhetal 1; Kappeneck 7 (Standort) | Katholische Filialkirche St. Johannes                              | Saalbau mit steilem Satteldach, eingezogenem fünfseitig geschlossenem Chor mit Strebepfeilern und Dachreiter mit Zwiebelhaube, 1425 ff.; mit Ausstattung; Friedhof, 1535 angelegt; Zugangsportal, monumentale Schmiedeeisenarbeit zwischen vasenbekrönten Torpfeilern, Mitte 18. Jahrhundert | D-7-79-131-11 Wikidata  | weitere Bilder                               |
| Klostergasse 1, 3 (Standort)                    | Dominikanerinnenkloster St. Ursula                                 | Im Kern 15. Jahrhundert, der Nordteil 1945 zerstört, dreigeschossiger schmuckloser Zweckbau | D-7-79-131-39 Wikidata  | Dominikanerinnenkloster St. Ursula           |
| Kugelplatz 7 (Standort)                         | Kleinhaus                                                          | erdgeschossiger Bau mit Halbwalmdach, 2. Viertel 19. Jahrhundert | D-7-79-131-41 Wikidata  | weitere Bilder                               |
| Mühlberg 4 (Standort)                           | Stadtmühle                                                         | Klassizistischer Walmdachbau, mit rustiziertem Sockelgeschoss, Freitreppe und seitlichen Korbbogenportalen, bezeichnet mit 1804; mit Ausstattung; Nebengebäude, mit Schopfwalmdach, Anfang 19. Jahrhundert | D-7-79-131-43 Wikidata  | Stadtmühle                                   |
| Münsterplatz 1 (Standort)                       | Katholische Stadtpfarrkirche zu Unserer Lieben Frau                | Mächtige verputzte dreischiffige Staffelhallenkirche, mit Strebepfeilern und Portalvorhallen, erbaut 1444–1467, Turm aus Sichtziegeln im nördlichen Chorwinkel mit quadratischem Unterbau und oktogonalem Aufsatz mit flachem Zeltdach, nach 1730; mit Ausstattung | D-7-79-131-58 Wikidata  | weitere Bilder                               |
| Museumsplatz 2 (Standort)                       | Hintermeierhaus, ehemaliges Gerberhaus, jetzt Heimatmuseum         | Stattlicher zweigeschossiger Satteldachbau mit Steilgiebel mit Dreikantlisenen, Aufzugsöffnungen und Vorhangbogenfriesen, Ende 15. Jahrhundert | D-7-79-131-27 Wikidata  | weitere Bilder                               |
| Museumsplatz 3 (Standort)                       | Steilgiebelhaus                                                    | mit Dreikantlisenen und Vorhangbogenfries, Ende 15. Jahrhundert | D-7-79-131-25 Wikidata  | weitere Bilder                               |
| Ölgasse 6 (Standort)                            | Kleinhaus                                                          | mit vorkragendem Obergeschoss, Mitte 18. Jahrhundert; geschnitzte Haustür, bezeichnet mit 1751 | D-7-79-131-44 Wikidata  | Kleinhaus                                    |
| Pflegstraße 2 (Standort)                        | Ehemaliges Fuggerhaus, jetzt Landratsamt                           | Schlossartiger zweigeschossiger Renaissancebau in Ecklage mit steilem Satteldach Vorschussgiebeln mit Schrägzinnen, Rundokuli über den Fenstern des Obergeschosses, westlich anschließend dreigeschossiger Querbau mit Satteldach und Schrägzinnengiebel erbaut durch Anton Fugger 1537/39; Inneres 1937 umgebaut, nach Schäden 1945 instand gesetzt; mit Ausstattung | D-7-79-131-15 Wikidata  | weitere Bilder                               |
| Pflegstraße 6 (Standort)                        | Wohnhaus                                                           | Dreigeschossiger traufständiger Satteldachbau mit Erker und Gesimsbekrönungen, im Kern 17./18. Jahrhundert; Portal, um 1820/30 | D-7-79-131-46 Wikidata  | Wohnhaus                                     |
| Pflegstraße 8 (Standort)                        | Wohn- und Geschäftshaus                                            | Zweigeschossiger giebelständiger Satteldachbau mit klassizisierender Architekturgliederung, um 1800 | D-7-79-131-47 Wikidata  | Wohn- und Geschäftshaus                      |
| Pflegstraße 19, 21 (Standort)                   | Bürgerhaus, seit 1862 Armenhaus                                    | Lang gestreckter, traufständiger Walmdachbau, 1818 | D-7-79-131-49 Wikidata  | weitere Bilder                               |
| Pflegstraße 21 a, 21 b (Standort)               | Ehemaliges Kapuzinerkloster                                        | Vollendet 1642, umgestaltet 1826; Arkadengang zum Innenhof; Klassizistisches Portal | D-7-79-131-50 Wikidata  | weitere Bilder                               |
| Pflegstraße 24 (Standort)                       | Ehemalige Kaserne                                                  | Zweigeschossiger langgestreckter Satteldachbau mit Schweifgiebeln und hofseitig durchlaufender, teilweise verbretterter Laube, 1715/16, ab 1802 als Invalidenhaus genutzt; Einfriedung mit Durchfahrt zwischen hohen Pfeilern, Mitte 18. Jahrhundert | D-7-79-131-51 Wikidata  | weitere Bilder                               |
| Pflegstraße 38 (Standort)                       | Haustür                                                            | 18. Jahrhundert | D-7-79-131-52 Wikidata  | Haustür                                      |
| Promenade (westlich von Nr. 43) (Standort)      | Kapelle Maria Schnee                                               | erbaut um 1840/50; mit Ausstattung | D-7-79-131-53 Wikidata  | Kapelle Maria Schnee                         |
| Promenade 3 (Standort)                          | Wohnhaus                                                           | Zweigeschossiger Walmdachbau mit Fassadengliederung in klassizistischen Formen, 1888/89 errichtet, später verändert und um einen Anbau nach Südwesten erweitert | D-7-79-131-128 Wikidata | Wohnhaus                                     |
| Promenade 45 (Standort)                         | Kalvarienberg                                                      | Katholische Kapelle Maria Hilf auf dem Kalvarienberg, rechteckiger pilastergegliederter Saalbau mit Satteldach und eingezogenem flachem Segmentbogenschluss, geschweifter Westgiebel mit vorkragendem Dachreiter mit Zwiebelhaube, erbaut 1721–1723; Südlich angebaut die Kapelle der Schmerzhaften Muttergottes, kleiner Saalbau mit gerundeten Ecken und Rechteckchor, wohl zeitgleich; jeweils mit Ausstattung; Südlich und um die Kapellen Kreuzwegstationen und Kreuzgruppe, 1734 geweiht, 1819 und 1880 Instand gesetzt und 1945 und nach Beschädigung erneuert | D-7-79-131-87 Wikidata  | weitere Bilder                               |
| Rathausgasse 1 (Standort)                       | Rathaus                                                            | Dreigeschossiger Hauptbau mit Mansardwalmdach und doppelläufiger Freitreppe, im Kern um 1236, Inneres in der 2. Hälfte 15. Jahrhundert umgebaut, drittes Obergeschoss 1501 aufgesetzt, Dachtragwerk 1786/87, Regotisierung unter Hinzufügung der Zwerchhäuser mit Zinnengiebeln 1853; Nördlich ehemaliger städtischer Kasten, bis 1570 auch Stadtschranne, langgestreckter zweigeschossiger Massivbau, im Kern 1495, Walmdach Ende 18. Jahrhundert | D-7-79-131-54 Wikidata  | weitere Bilder                               |
| Rathausgasse 2 (Standort)                       | Ehemaliger Gasthof Scharfes Eck                                    | Stattliches Eckhaus, zweigeschossiger Massivbau mit steilem Satteldach und Aufzugsöffnungen, im Kern 2. Hälfte 17. Jahrhundert; Ausleger um 1850 | D-7-79-131-55 Wikidata  | weitere Bilder                               |
| Reichsstraße 1 (Standort)                       | Eckhaus                                                            | Mit zwei vorkragenden Obergeschossen, teils modern aufgebrettertes Fachwerk, im Kern wohl 15. Jahrhundert, im 19. Jahrhundert überarbeitet; Neugotischer Ladenstock, um 1860; mit Spitalstraße 1 | D-7-79-131-59 Wikidata  | weitere Bilder                               |
| Reichsstraße 2 (Standort)                       | Ehemaliges Stadtzollhaus                                           | Dreigeschossiger, zur Reichsstraße giebelständiger Massivbau mit steilem Satteldach, spätgotischer Giebel mit gekanteten Lisenen und mittigem Flacherker, im Kern 1418, drittes Obergeschoss, Giebel und polygonaler Eckerker über Konsole mit Spitzhelm 1524/25 aufgesetzt, 1825 restauriert, 1928 Inneres weitgehend umgebaut | D-7-79-131-60 Wikidata  | weitere Bilder                               |
| Reichsstraße 4 (Standort)                       | Wohn- und Geschäftshaus                                            | Dreigeschossiger giebelständiger klassizistischer Bau mit reich gegliederter Fassade, Zahnfries und Schweifgiebel, Anfang 19. Jahrhundert | D-7-79-131-61 Wikidata  | weitere Bilder                               |
| Reichsstraße 6 (Standort)                       | Schmales Wohn- und Geschäftshaus                                   | Dreigeschossiger giebelständiger Satteldachbau mit Schweifgiebel, 2. Hälfte 18. Jahrhundert; später verändert | D-7-79-131-62 Wikidata  | weitere Bilder                               |
| Reichsstraße 7, 7 a (Standort)                  | Wohn- und Geschäftshaus                                            | Stattlicher Bau mit geschwungenem Giebel, Vasenaufsätzen und Fassadengliederung, 4. Viertel 18. Jahrhundert | D-7-79-131-63 Wikidata  | weitere Bilder                               |
| Reichsstraße 14 (Standort)                      | Wohnhaus                                                           | Zweigeschossiger Traufseitbau mit Satteldach, Schweifgiebel und Fassadenerker, Rokoko-Haustür und Medaillon mit Marienbüste, Anfang 18. Jahrhundert, Haustür und Medaillon nach Mitte 18. Jahrhundert; Rückgebäude, zweigeschossiger Satteldachbau mit ehem. Durchfahrt, Ende 18./frühes 19. Jahrhundert | D-7-79-131-67 Wikidata  | weitere Bilder                               |
| Reichsstraße 15 (Standort)                      | Wohn- und Geschäftshaus                                            | mit Erker und geschweiftem Volutengiebel, 1. Drittel 18. Jahrhundert | D-7-79-131-68 Wikidata  | weitere Bilder                               |
| Reichsstraße 20 (Standort)                      | Gasthof Rose                                                       | Stattlicher dreigeschossiger giebelständiger Satteldachbau mit Bau mit reicher Fassadengliederung und Schweifgiebel, Anfang 20. Jahrhundert; im Kern älter | D-7-79-131-69 Wikidata  | weitere Bilder                               |
| Reichsstraße 32 (Standort)                      | Ehemaliges Stadtkommandanten-Haus                                  | Stattliche über hohem Sockel dreigeschossige Dreiflügelanlage mit Pilastergliederung und übergiebeltem Eingangsportal, 1730/31, Umbau 1800 mit wesentlicher Überarbeitung | D-7-79-131-71 Wikidata  | weitere Bilder                               |
| Reichsstraße 34 (Standort)                      | Ehemaliges Kaufhaus, sogenanntes Tanzhaus                          | ab 1570 Schranne, ab 1856 katholische Knabenschule, dreigeschossiger, verputzter Massivbau mit hohem Satteldach und zinnenbesetztem Giebel, nach weitgehender Zerstörung 1945 um ein Geschoss aufgestockter Wiederaufbau des um 1400 errichteten Kernbaus, mit purifizierter Fassadengestaltung und zwei Tiefgaragen, von Hans Fill, 1973–75, südliche Giebelfassade von Lutz Simon | D-7-79-131-137 Wikidata | weitere Bilder                               |
| Sonnenstraße 1 (Standort)                       | Traufseithaus                                                      | mit neubarockem Zwerchgiebel, 1852 errichtet, um 1866 erweitert und um 1875 erhöht | D-7-79-131-72 Wikidata  | Traufseithaus                                |
| Sonnenstraße 2 (Standort)                       | Kleinhaus                                                          | mit vorkragendem Obergeschoss und großen Stichbogenfenstern, um 1840, im Kern älter | D-7-79-131-73 Wikidata  | Kleinhaus                                    |
| Sonnenstraße 7 a, 7 b (Standort)                | Dreigeschossiges Giebelhaus                                        | im Kern spätmittelalterlich, 1705 aufgestockt | D-7-79-131-123 Wikidata | Dreigeschossiges Giebelhaus                  |
| Sonnenstraße 15 (Standort)                      | Giebelhaus                                                         | im Kern 17./18. Jahrhundert, im späteren 19. Jahrhundert überarbeitet | D-7-79-131-74 Wikidata  | Giebelhaus                                   |
| Sonnenstraße 18 (Standort)                      | Giebelhaus                                                         | mit kräftiger Fassadengliederung und Pyramidenaufsätzen, wohl erst 19. Jahrhundert | D-7-79-131-75 Wikidata  | Giebelhaus                                   |
| Spitalstraße 1 (Standort)                       | Wohn- und Geschäftshaus                                            | dreigeschossiger schmaler Satteldachbau mit Schweifgiebel, Mitte 18. Jahrhundert; zusammen mit Reichsstraße 1 | D-7-79-131-77 Wikidata  | Wohn- und Geschäftshaus                      |
| Spitalstraße 2, 4 (Standort)                    | Ehemaliges Spital                                                  | Zweigeschossiger Traufseitbau in Ecklage, im Kern um 1680 Erweiterung nach Süden 2. Hälfte 19. Jahrhundert | D-7-79-131-78 Wikidata  | Ehemaliges Spital                            |
| Spitalstraße 3 (Standort)                       | Wohn- und Geschäftshaus                                            | schmaler Bau mit Schweifgiebel, um Mitte 18. Jahrhundert | D-7-79-131-79 Wikidata  | Wohn- und Geschäftshaus                      |
| Spitalstraße 5 (Standort)                       | Wohn- und Geschäftshaus                                            | mit geschweiftem, kräftig gegliedertem Giebel, Mitte 18. Jahrhundert | D-7-79-131-81 Wikidata  | Wohn- und Geschäftshaus                      |
| Spitalstraße 9 (Standort)                       | Eckhaus                                                            | Mit drei Giebelgesimsen nach Westen und kurzem Fries, im Kern 16./17. Jahrhundert | D-7-79-131-83 Wikidata  | Eckhaus                                      |
| zwischen Promenade und Ruhetal (Standort)       | Tunnel der Ludwig-Süd-Nord-Bahn                                    | mit Bossenquaderportalen, 1849 | D-7-79-131-125 Wikidata | Tunnel der Ludwig-Süd-Nord-Bahn              |

### Auchsesheim
| Lage                           | Objekt                            | Beschreibung                                                                 | Akten-Nr.              | Bild           |
| ------------------------------ | --------------------------------- | ---------------------------------------------------------------------------- | ---------------------- | -------------- |
| Werner-Egk-Platz 28 (Standort) | Katholische Pfarrkirche St. Georg | Chor und Turmuntergeschoss spätgotisch, Langhausneubau 1792; mit Ausstattung | D-7-79-131-90 Wikidata | weitere Bilder |

### Berg
| Lage                            | Objekt                                  | Beschreibung | Akten-Nr.              | Bild                                    |
| ------------------------------- | --------------------------------------- | --- | ---------------------- | --------------------------------------- |
| Hagenauweg 2 (Standort)         | Katholische Pfarrkirche St. Laurentius  | Chorturm 13./14. Jahrhundert, Langhaus und Turmoberteil 1. Hälfte 18. Jahrhundert; mit Ausstattung; Friedhofsummauerung                | D-7-79-131-91 Wikidata | weitere Bilder                          |
| Nürnberger Straße 17 (Standort) | Ehemaliges pfalz-neuburgisches Zollhaus | stattlich mit Schweifgiebel und Bodenerker und aufgedoppelter Haustür in Hausteingewände; Wiederherstellung 1704 auf älterer Grundlage | D-7-79-131-94 Wikidata | Ehemaliges pfalz-neuburgisches Zollhaus |

### Felsheim
| Lage                      | Objekt        | Beschreibung                                    | Akten-Nr.              | Bild          |
| ------------------------- | ------------- | ----------------------------------------------- | ---------------------- | ------------- |
| Konradstraße 8 (Standort) | Weilerkapelle | Wohl 2. Hälfte 18. Jahrhundert; mit Ausstattung | D-7-79-131-95 Wikidata | Weilerkapelle |

### Nordheim
| Lage                        | Objekt                                          | Beschreibung | Akten-Nr.              | Bild                                            |
| --------------------------- | ----------------------------------------------- | --- | ---------------------- | ----------------------------------------------- |
| Rainer Straße 27 (Standort) | Gasthof                                         | Hauptbau mit Schweifgiebel und Torbogen, 1. Hälfte 18. Jahrhundert                                                                           | D-7-79-131-97 Wikidata | Gasthof                                         |
| Rainer Straße 47 (Standort) | Kath. Filialkirche Mariä Unbefleckte Empfängnis | Saalbau mit Halbrundapsis, 1907 von Johann Schwenk, 1964/65 nach Westen erweitert nach Plänen von Robert Gerum; mit historischer Ausstattung | D-7-79-131-98 Wikidata | Kath. Filialkirche Mariä Unbefleckte Empfängnis |

### Ramhof
| Lage                                     | Objekt      | Beschreibung | Akten-Nr.               | Bild           |
| ---------------------------------------- | ----------- | --- | ----------------------- | -------------- |
| Ramhof 1 (Standort)                      | Ramhof      | Einzelhof: Hauptbau mit Walmdach und geschweiftem Zwerchgiebel, um 1732; Die landwirtschaftlichen Nebengebäude nach Bränden 1921 bzw. 1929 erneuert | D-7-79-131-100 Wikidata | weitere Bilder |
| östlich des Ortes am Waldrand (Standort) | Feldkapelle | 18. Jahrhundert | D-7-79-131-101 Wikidata | weitere Bilder |

### Riedlingen
| Lage                                                   | Objekt                              | Beschreibung                                                         | Akten-Nr.               | Bild           |
| ------------------------------------------------------ | ----------------------------------- | -------------------------------------------------------------------- | ----------------------- | -------------- |
| Herzog-Ludwig-Straße 12 (Standort)                     | Gasthof                             | Satteldachbau auf hohem Sockelgeschoss, 1824 (dendrologisch datiert) | D-7-79-131-102 Wikidata | Gasthof        |
| Martinsweg 8 (Standort)                                | Katholische Filialkirche St. Martin | Neubau 1696; mit Ausstattung                                         | D-7-79-131-103 Wikidata | weitere Bilder |
| Pitzberg (an der Einmündung des Käserbergs) (Standort) | Kapelle                             | Ende 19. Jahrhundert                                                 | D-7-79-131-104 Wikidata | Kapelle        |

### Schäfstall
| Lage                                                    | Objekt                                | Beschreibung | Akten-Nr.               | Bild           |
| ------------------------------------------------------- | ------------------------------------- | --- | ----------------------- | -------------- |
| In der Nähe der Zufahrt nach Schäfstall (Standort)      | Feldkapelle                           | 1. Hälfte 19. Jahrhundert | D-7-79-131-106 Wikidata | Feldkapelle    |
| Napoleonstraße 29 (500 m südlich des Dorfes) (Standort) | Katholische Pfarrkirche St. Felicitas | Chorturmanlage des 13. Jahrhunderts, in der 1. Hälfte des 18. Jahrhunderts verlängert und barockisiert; mit Ausstattung; in Hochlage über dem Donautal | D-7-79-131-105 Wikidata | weitere Bilder |

### Schöttle
| Lage                  | Objekt  | Beschreibung                                                                                   | Akten-Nr.               | Bild    |
| --------------------- | ------- | ---------------------------------------------------------------------------------------------- | ----------------------- | ------- |
| an der B 2 (Standort) | Kapelle | klein; 2. Hälfte 19. Jahrhundert; geweiht dem Hl. Josef; mit Ausstattung: Statue des Hl. Josef | D-7-79-131-107 Wikidata | Kapelle |

### Schwarzenberg
| Lage                       | Objekt  | Beschreibung | Akten-Nr.               | Bild           |
| -------------------------- | ------- | --- | ----------------------- | -------------- |
| Schwarzenberg 1 (Standort) | Gutshof | stattliches Hauptgebäude mit Walmdach und Voluten-Zwerchgiebel, 1. Drittel 18. Jahrhundert; Nach Nordwesten Tormauer mit Rundbogeneinfahrt zwischen Pfeilern und zwei eingemauerten Spolien, 1. Hälfte 18. Jahrhundert | D-7-79-131-108 Wikidata | weitere Bilder |

### Schweizerhof
| Lage                      | Objekt    | Beschreibung                                              | Akten-Nr.               | Bild      |
| ------------------------- | --------- | --------------------------------------------------------- | ----------------------- | --------- |
| Schweizerhof 1 (Standort) | Einzelhof | Stattlicher Hauptbau mit Walmdach, Anfang 19. Jahrhundert | D-7-79-131-109 Wikidata | Einzelhof |

### Walbach
| Lage                         | Objekt  | Beschreibung                                                                  | Akten-Nr.               | Bild    |
| ---------------------------- | ------- | ----------------------------------------------------------------------------- | ----------------------- | ------- |
| südlich des Ortes (Standort) | Kapelle | 18. Jahrhundert; geweiht der Hl. Dreifaltigkeit, mit Ausstattung: Wandgemälde | D-7-79-131-110 Wikidata | Kapelle |

### Wörnitzstein
| Lage                               | Objekt                           | Beschreibung | Akten-Nr.               | Bild                  |
| ---------------------------------- | -------------------------------- | --- | ----------------------- | --------------------- |
| Abt-Cölestin-Straße 13 (Standort)  | Katholische Kalvarienbergkapelle | auf einem Felsrücken über der Wörnitz, Zentralbau über verkröpft ovalem geschwungenem Grundriss mit Pilastergliederung und dreipassförmigen Fenstern, Dachreiter mit oktogonalem Obergeschoss und Zwiebelhaube,1750 wohl von Johann Georg Hitzelberger; mit Ausstattung | D-7-79-131-118 Wikidata | weitere Bilder        |
| Graf-Hartmann-Straße 12 (Standort) | Ehemaliges Bauernhaus            | mit Frackdach und Zwerchhaus, 1. Hälfte 19. Jahrhundert | D-7-79-131-113 Wikidata | Ehemaliges Bauernhaus |
| Graf-Hartmann-Straße 15 (Standort) | Bauernhaus                       | Stattliches erdgeschossiges Wohnstallhaus mit drei Giebelgesimsen und profilierten Sohlbänken, Anfang und 2. Hälfte 19. Jahrhundert Zugehörige Scheune, Anfang 19. Jahrhundert                                                                                          | D-7-79-131-114 Wikidata | Bauernhaus            |
| Graf-Hartmann-Straße 19 (Standort) | Pfarrkirche St. Martin           | Chorbau 1690, Langhaus 1737; mit Ausstattung | D-7-79-131-111 Wikidata | weitere Bilder        |
| Graf-Hartmann-Straße 31 (Standort) | Pfarrhaus                        | Walmdachbau mit geschweiftem Oberlicht, 1741, wohl von Johann Georg Hitzelberger; Pfarrstadel 1758, 1783 vergrößert | D-7-79-131-115 Wikidata | weitere Bilder        |
| Ludwig-Heck-Straße 1 (Standort)    | Ehemalige Mühle                  | Stattlicher Bau mit drei Giebelgesimsen und Lisenen im Giebel, 1. Hälfte 18. Jahrhundert; Turbinen- bzw. Generatorenhaus, um 1900; mit technischer Ausstattung um 1910                                                                                                  | D-7-79-131-116 Wikidata | Ehemalige Mühle       |
| Zollernweg 2 (Standort)            | Gasthof                          | mit Walmdach, bezeichnet „1769“ | D-7-79-131-117 Wikidata | Gasthof               |

### Zirgesheim
| Lage                    | Objekt                                   | Beschreibung                                                                         | Akten-Nr.               | Bild            |
| ----------------------- | ---------------------------------------- | ------------------------------------------------------------------------------------ | ----------------------- | --------------- |
| Kirchberg 5 (Standort)  | Katholische Pfarrkirche Maria Immaculata | Langhaus und Westturm spätromanisch, Chor 2. Hälfte 15. Jahrhundert; mit Ausstattung | D-7-79-131-119 Wikidata | weitere Bilder  |
| Petergasse 1 (Standort) | Kleinbauernhaus                          | Eingeschossig, mit Giebelgesimsen, 1. Hälfte 19. Jahrhundert                         | D-7-79-131-124 Wikidata | Kleinbauernhaus |

### Zusum
| Lage                               | Objekt                              | Beschreibung               | Akten-Nr.               | Bild           |
| ---------------------------------- | ----------------------------------- | -------------------------- | ----------------------- | -------------- |
| Möringer Straße 10 (Standort)      | Katholische Kapelle Sankt Sebastian | 1630; mit Ausstattung      | D-7-79-131-121 Wikidata | weitere Bilder |
| St.-Sebastian-Straße 25 (Standort) | Kapelle                             | 3. Viertel 19. Jahrhundert | D-7-79-131-122 Wikidata | weitere Bilder |

## Ehemalige Baudenkmäler
In diesem Abschnitt sind Objekte aufgeführt, die früher einmal in der Denkmalliste eingetragen waren, jetzt aber nicht mehr. Objekte, die in anderem Zusammenhang also z. B. als Teil eines Baudenkmals weiter eingetragen sind, sollen hier nicht aufgeführt werden. Aktennummern in diesem Abschnitt sind ehemalige, jetzt nicht mehr gültige Aktennummern.

| Lage                                           | Objekt                             | Beschreibung | Akten-Nr.               | Bild                               |
| ---------------------------------------------- | ---------------------------------- | --- | ----------------------- | ---------------------------------- |
| Donauwörth Kappeneck 2 (Standort)              | Wohnhaus                           | Zweigeschossiger Satteldachbau mit neubarocker Fassadengliederung, um 1900 | D-7-79-131-38 Wikidata  | Wohnhaus                           |
| Donauwörth Reichsstraße 8 (Standort)           | Wohn- und Geschäftshaus            | Dreigeschossiger giebelständiger Satteldachbau mit neugotischem Treppengiebel und altem Ladenstock, nach Mitte 19. Jahrhundert; Zugehörige ehemalige Nr. 8 a, dreigeschossiger schmaler zur Straße giebelständiger Satteldachbau mit neugotischer Fassade und Kastenerker, um 1860 | D-7-79-131-64 Wikidata  | weitere Bilder                     |
| Berg Hagenauweg 2 a (Standort)                 | Ehemaliges Pfarrhaus               | Mit Walmdach und Haustein-Türgewände, wohl 2. Hälfte 18. Jahrhundert | D-7-79-131-92 Wikidata  | Ehemaliges Pfarrhaus               |
| Wörnitzstein Abt-Cölestin-Straße 12 (Standort) | Kleinbauernhaus mit Putzverzierung | 4. Viertel 19. Jahrhundert | D-7-79-131-112 Wikidata | Kleinbauernhaus mit Putzverzierung |

## Abgegangene Baudenkmäler
In diesem Abschnitt sind Objekte aufgeführt, die früher einmal in der Denkmalliste eingetragen waren, jetzt aber nicht mehr existieren, z. B. weil sie abgebrochen wurden. Aktennummern in diesem Abschnitt sind ehemalige, jetzt nicht mehr gültige Aktennummern.

| Lage                                        | Objekt                                | Beschreibung | Akten-Nr.               | Bild                    |
| ------------------------------------------- | ------------------------------------- | --- | ----------------------- | ----------------------- |
| Donauwörth Hindenburgstraße 10 (Standort)   | Haus                                  | Mit reich gegliederter Neubarockfassade, gesprengter Giebel mit Anschwüngen, 1. Hälfte 19. Jahrhundert | D-7-79-131-24 Wikidata  | Haus                    |
| Donauwörth Kapellstraße 8 (Standort)        | Wohn- und Geschäftshaus               | Breitgelagerter Bau mit kräftiger Fassadengliederung und gesprengter Giebelzone, um 1830/40. Im Jahr 2004 abgerissen. | D-7-79-131-34 Wikidata  | Wohn- und Geschäftshaus |
| Donauwörth Kronengasse 16 (Standort)        | Wohnhaus                              | mit Steilsatteldach und drei Giebelgesimsen, 2. Hälfte 18. Jahrhundert | D-7-79-131-40 Wikidata  | Wohnhaus                |
| Donauwörth Reichsstraße 10 (Standort)       | Gasthaus zum Engel                    | Bau mit Steilgiebel, 1. Hälfte 18. Jahrhundert. Im Juni 2017 wurde das Gebäude abgerissen. | D-7-79-131-66 Wikidata  | weitere Bilder          |
| Donauwörth Reichsstraße 12, 12 a (Standort) | Wohnhaus, sogenanntes Wagenknechthaus | Dreigeschossiger, zur Straße giebelständiger Satteldachbau, oberstes Geschoss vorkragend, im Kern 1317 (dendrochronologisch datiert), später verändert. Mitte August 2016 erteilte die Stadt Donauwörth dem Eigentümer die Genehmigung zum Abriss. Im Juni 2017 wurde das Gebäude abgerissen. | D-7-79-131-130 Wikidata | weitere Bilder          |
| Berg Nürnberger Straße 1 (Standort)         | Ausleger                              | 1. Drittel 18. Jahrhundert | D-7-79-131-93 Wikidata  | Ausleger                |